# Taliban
Taliban (/ˈtɑːliː-bɑːn/; tiếng Pashtun: طالبان, đã Latinh hoá: ṭālibān, dịch nghĩa: 'học giả' hay 'giáo đồ') hay Taleban (/ˈtɑːlɛ-bɑːn/, /ˈtɑːlə-, -bɑːn/), tự xưng là Tiểu vương quốc Hồi giáo Afghanistan (IEA), là một tổ chức quân sự và phong trào Hồi giáo Deobandi tại Afghanistan, hiện đang tiến hành Chiến tranh Afghanistan. Kể từ năm 2016, thủ lĩnh của Taliban là Mawlawi Hibatullah Akhundzada.
Từ năm 1996 đến 2001, Taliban nắm giữ khoảng 3/4 lãnh thổ Afghanistan và thực thi một phiên bản nghiêm ngặt của Sharia, hay luật Hồi giáo. Taliban nổi lên vào năm 1994 như một trong những phe nổi bật trong Nội chiến Afghanistan và phần lớn bao gồm các sinh viên (talib) từ các khu vực Pashtun ở miền đông và miền nam Afghanistan, những người đã được học trong các trường Hồi giáo truyền thống, và đã chiến đấu trong Chiến tranh Liên Xô-Afghanistan. Dưới sự lãnh đạo của Mohammed Omar, phong trào này lan rộng khắp hầu hết Afghanistan, tranh giành quyền lực với các lãnh chúa Mujahideen. Chế độ độc tài Tiểu Vương quốc Hồi giáo Afghanistan được thành lập vào năm 1996 và thủ đô của Afghanistan được chuyển tới Kandahar. Taliban nắm quyền kiểm soát hầu hết Afghanistan cho đến khi bị lật đổ sau cuộc xâm lược Afghanistan do Mỹ lãnh đạo vào tháng 12 năm 2001 sau các cuộc tấn công ngày 11 tháng 9. Ở đỉnh điểm, sự công nhận chính thức về mặt ngoại giao đối với chính quyền của Taliban chỉ gồm 3 quốc gia: Pakistan, Ả Rập Xê-út và Các Tiểu vương quốc Ả Rập Thống nhất thừa nhận. Nhóm này sau đó tập hợp lại như một phong trào nổi dậy để chống lại chính quyền Karzai được Mỹ hậu thuẫn và ISAF do NATO lãnh đạo trong chiến tranh ở Afghanistan.
Taliban đã bị quốc tế lên án vì việc thực thi hà khắc luật Hồi giáo Sharia, dẫn đến việc nhiều người Afghanistan bị đối xử tàn bạo. Trong thời gian cầm quyền từ năm 1996 đến năm 2001, Taliban và các đồng minh của họ đã thực hiện các cuộc thảm sát nhằm vào thường dân Afghanistan, từ chối cung cấp lương thực của Liên Hợp Quốc cho 160.000 dân thường chết đói và tiến hành chính sách tiêu thổ, đốt cháy những vùng đất màu mỡ rộng lớn và phá hủy hàng chục nghìn ngôi nhà. Trong thời kỳ cai trị của mình, họ cấm các sở thích và hoạt động như thả diều và nuôi chim làm thú cưng, và phân biệt đối xử với các dân tộc thiểu số và tôn giáo. Theo Liên Hợp Quốc, Taliban và các đồng minh của họ là nguyên nhân gây ra 76% thương vong cho dân thường Afghanistan trong năm 2010, 80% vào năm 2011 và 80% vào năm 2012. Taliban cũng đã tham gia vào cuộc diệt chủng văn hóa, phá hủy nhiều di tích bao gồm cả các tượng Phật 1500 năm tuổi nổi tiếng của Bamiyan.
Hệ tư tưởng của Taliban được mô tả là kết hợp một hình thức "sáng tạo" của luật Hồi giáo Sharia dựa trên chủ nghĩa cơ yếu Deobandi và chủ nghĩa Hồi giáo chiến binh kết hợp với các chuẩn mực văn hóa và xã hội Pashtun được gọi là Pashtunwali, vì hầu hết Taliban là người của bộ lạc Pashtun.
Cộng đồng quốc tế và chính phủ Afghanistan cáo buộc rằng Lực lượng Tình báo Liên ngành và quân đội Pakistan đã hỗ trợ Taliban trong suốt thời gian chúng thành lập và nắm quyền, cũng như tiếp tục hỗ trợ Taliban trong cuộc nổi dậy. Pakistan tuyên bố rằng họ đã ngưng tất cả sự ủng hộ dành cho nhóm này sau vụ tấn công ngày 11 tháng 9. Năm 2001, có 2.500 người Ả Rập dưới sự chỉ huy của thủ lĩnh Al-Qaeda Osama bin Laden đã chiến đấu cho Taliban.

## Từ nguyên
Từ Taliban theo tiếng Pashto, طالبان ṭālibān, nghĩa là "các sinh viên", số nhiều của ṭālib. Đây là một từ mượn từ tiếng Ả Rập طالب ṭālib sử dụng Persian số nhiều kết thúc -an ان. Trong tiếng Ả Rập طالبان ṭālibān không có nghĩa là "học sinh/sinh viên" mà là "hai học sinh", vì nó là một dạng kép, số nhiều trong tiếng Ả Rập là طلاب ṭullāb cố tình gây ra một số nhầm lẫn cho những người nói tiếng Ả Rập. Kể từ khi trở thành một từ mượn trong tiếng Anh, Taliban, ngoài một danh từ số nhiều đề cập đến nhóm, còn được sử dụng như một danh từ số ít đề cập đến một cá nhân. Ví dụ, John Walker Lindh đã được gọi là "Taliban người Mỹ", chứ không phải là "Talib người Mỹ".

## Bối cảnh

### Can thiệp của Liên Xô (1978-1992)

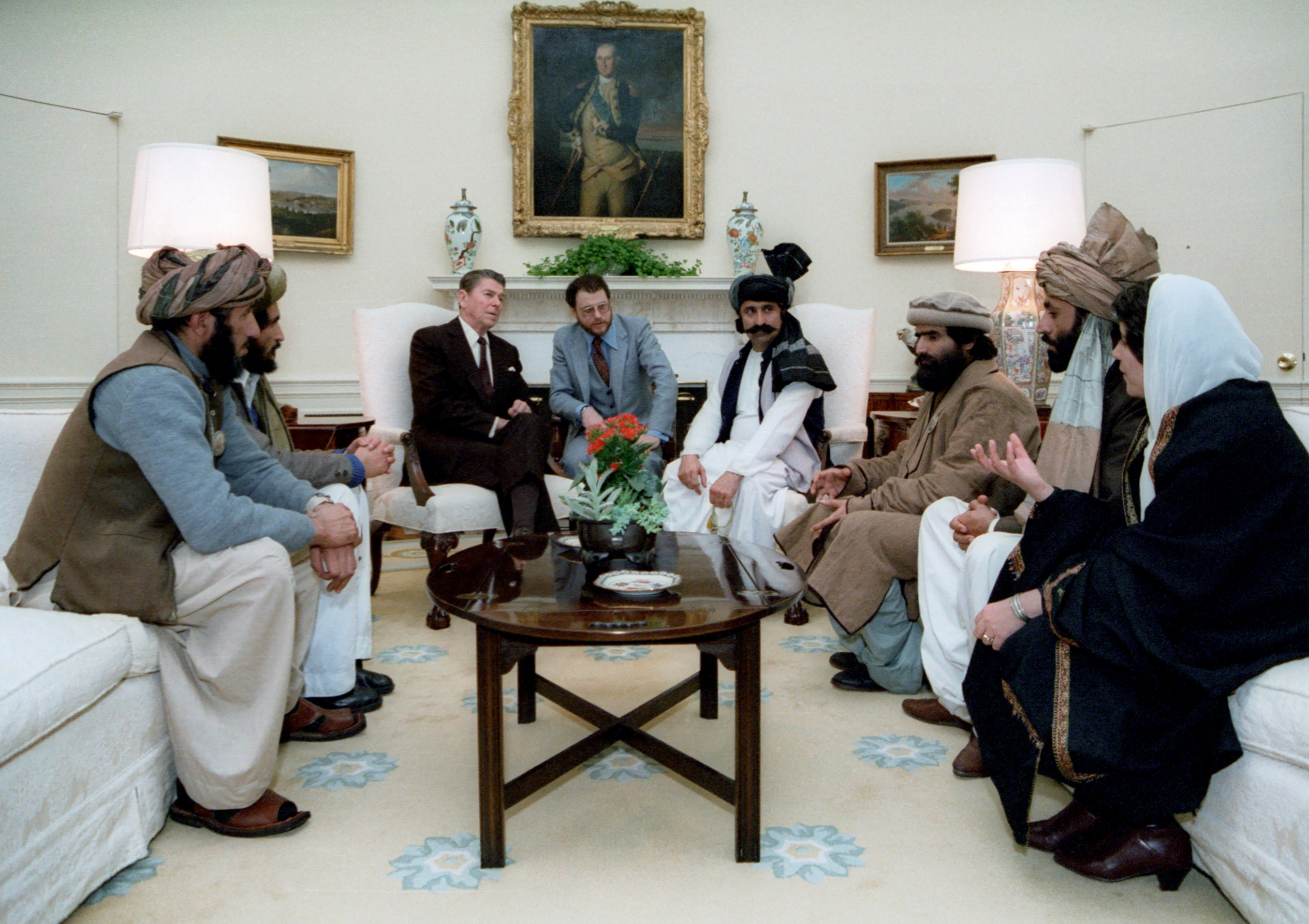
Tổng thống Ronald Reagan gặp gỡ các nhà lãnh đạo Mujahideen Afghanistan tại Phòng Bầu dục năm 1983

Sau khi Liên Xô can thiệp và chiếm đóng Afghanistan vào năm 1979, các chiến binh Mujahideen Hồi giáo tham chiến chống lại các lực lượng Liên Xô này.
Tổng thống Pakistan Muhammad Zia-ul-Haq lo sợ rằng Liên Xô đang có kế hoạch xâm lược Balochistan, Pakistan, vì vậy ông đã cử Akhtar Abdur Rahman đến Ả Rập Xê Út để hỗ trợ cho cuộc kháng chiến của Afghanistan chống lại lực lượng chiếm đóng của Liên Xô. Một thời gian sau, CIA của Hoa Kỳ và Tổng cục Tình báo Ả Rập Xê-út (GID) chuyển tài trợ và thiết bị thông qua Cơ quan Tình báo Liên ngành Pakistan (ISI) cho mujahideen Afghanistan.
Khoảng 90.000 người Afghanistan, bao gồm cả Mohammed Omar, đã được ISI của Pakistan đào tạo trong những năm 1980. Giáo sư người Anh Carole Hillenbrand kết luận rằng Taliban đã phát sinh từ những tổ chức mujahideen do Mỹ-Ả Rập Xê-út hỗ trợ: "Phương Tây đã giúp Taliban chống lại việc Liên Xô tiếp quản Afghanistan". Gần như tất cả ban lãnh đạo ban đầu của Taliban trước đây đã chiến đấu trong Chiến tranh Liên Xô-Afghanistan cho phe Hezb-i Islami Khalis hoặc Harakat-i Inqilab-e Islami của Mujahideen.

### Nội chiến Afghanistan (1992–1996)
Sau sự sụp đổ của chế độ Mohammad Najibullah do Liên Xô hậu thuẫn vào năm 1992, nhiều đảng phái chính trị Afghanistan, nhưng không phải Hezbuddin Hekmatyar với Hezb-e Islami Gulbuddin, Hizb-e Wahdat và Ittihad-i Islami, vào tháng 4 đã đồng ý về một hòa bình và hiệp định chia sẻ quyền lực, Hiệp định Peshawar, thành lập Nhà nước Hồi giáo Afghanistan và chỉ định một chính phủ lâm thời trong một giai đoạn chuyển tiếp; nhưng Nhà nước Hồi giáo và chính phủ của nó đã bị tê liệt ngay từ đầu, do các nhóm đối địch đang tranh giành quyền lực toàn diện ở Kabul và Afghanistan.
Đảng Hezb-e Islami Gulbuddin của Hekmatyar từ chối công nhận chính phủ lâm thời, và vào tháng 4 đã thâm nhập vào Kabul để giành chính quyền, do đó đã bắt đầu cuộc nội chiến. Vào tháng 5, Hekmatyar bắt đầu các cuộc tấn công chống lại lực lượng chính phủ và Kabul. Hekmatyar nhận được hỗ trợ về hoạt động, tài chính và quân sự từ ISI của Pakistan. Với sự giúp đỡ đó, lực lượng của Hekmatyar đã có thể tiêu diệt một nửa Kabul. Iran hỗ trợ lực lượng Hizb-e Wahdat của Abdul Ali Mazari. Ả Rập Xê Út ủng hộ phe Ittihad-i Islami. Xung đột giữa các lực lượng dân quân này cũng leo thang thành chiến tranh.

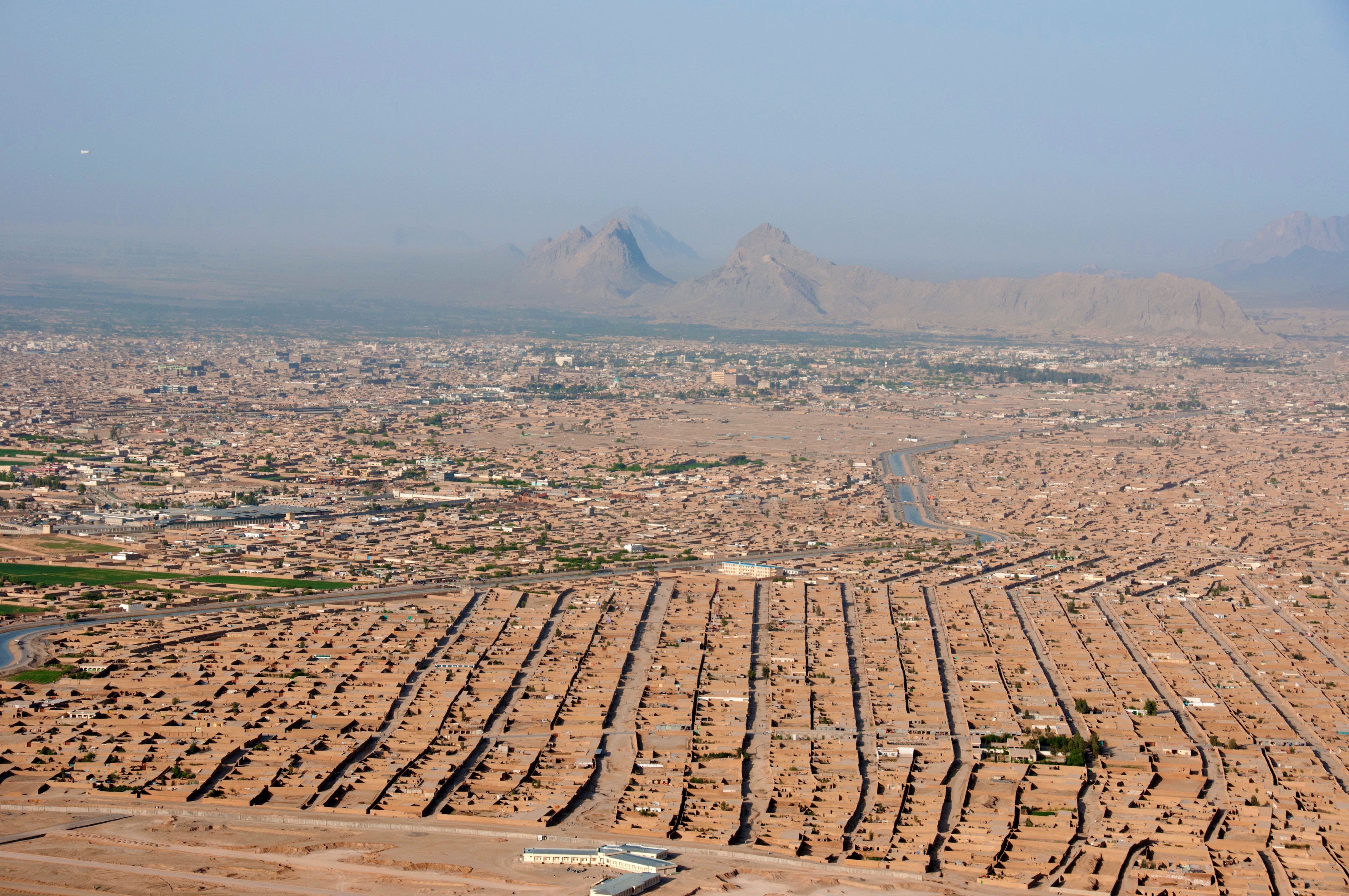
Taliban nổi lên ở thành phố Kandahar, miền nam Afghanistan vào khoảng tháng 9/1994.

Việc ngừng bắn, được đại diện của Bộ trưởng Quốc phòng mới được bổ nhiệm của Nhà nước Hồi giáo Ahmad Shah Massoud, Tổng thống Sibghatullah Mojaddedi thương lượng và sau đó là Tổng thống Burhanuddin Rabbani (chính phủ lâm thời), hoặc các quan chức từ Ủy ban Chữ thập đỏ Quốc tế (ICRC), nhưng các cuộc thương lượng thường đổ vỡ trong vòng vài ngày. Trong khi đó, miền nam Afghanistan không nằm dưới sự kiểm soát của lực lượng dân quân do nước ngoài hậu thuẫn hay chính phủ ở Kabul, mà được cai trị bởi các nhà lãnh đạo địa phương như Gul Agha Sherzai và dân quân của họ. Taliban chỉ xuất hiện lần đầu tiên vào tháng 8 năm 1994, tuyên bố giải phóng Afghanistan khỏi sự lãnh đạo tham nhũng hiện nay của các lãnh chúa và thiết lập một xã hội Hồi giáo thuần túy.

## Lịch sử

### Năm 1994
Taliban là một phong trào của các sinh viên tôn giáo (talib) từ các khu vực Pashtun ở miền đông và miền nam Afghanistan, những người được giáo dục trong các trường học Hồi giáo truyền thống ở Pakistan. Ngoài ra còn có các sinh viên Tajik và Uzbekistan, phân biệt họ khỏi các nhóm mujahideen tập trung dân tộc hơn, mà "đóng vai trò quan trọng trong sự phát triển nhanh chóng và thành công của Taliban."

#### Đào tạo
Mullah Mohammad Omar vào tháng 9 năm 1994 tại quê hương Kandahar cùng với 50 sinh viên đã thành lập nhóm Taliban. Omar từ năm 1992 đã theo học tại Sang-i-Hisar madrassa ở Maiwand (phía bắc tỉnh Kandahar). Omar không hài lòng vì luật Hồi giáo đã không được thiết lập ở Afghanistan sau khi chế độ cộng sản bị lật đổ, và giờ đây cùng với nhóm của anh đã cam kết loại bỏ các lãnh chúa và tội phạm ra khỏi Afghanistan.
Trong vòng vài tháng, 15.000 sinh viên, thường là người tị nạn Afghanistan, từ các trường tôn giáo hoặc madrasas - một nguồn tin gọi họ là madrasas do Jamiat Ulema-e-Islam điều hành - ở Pakistan đã tham gia nhóm.
Trong Chiến tranh Lạnh, Hoa Kỳ đã chi hàng triệu USD để cung cấp cho học sinh Afghanistan những cuốn sách giáo khoa chứa hình ảnh bạo lực và giáo lý Hồi giáo chiến binh nhằm thúc đẩy sự phản kháng đối với việc Liên Xô xâm lược Afghanistan. Ngay cả Taliban cũng sử dụng những cuốn sách do Mỹ sản xuất dù đã làm trầy xước khuôn mặt con người để tuân theo quy tắc chính thống nghiêm ngặt của nó. Các sách giáo khoa được phát triển vào đầu những năm 1980 dưới sự tài trợ của Cơ quan Phát triển Quốc tế Hoa Kỳ (AID) cho Đại học Nebraska-Omaha và Trung tâm Nghiên cứu Afghanistan của trường. Cơ quan này đã chi 51 triệu đô la cho các chương trình giáo dục của trường đại học ở Afghanistan từ năm 1984 đến năm 1994. Trong thời kỳ Liên Xô chiếm đóng Afghanistan, các chỉ huy quân sự Afghanistan đã yêu cầu sách chứa những đoạn chống Liên Xô và trẻ em được dạy đếm với các hình ảnh minh họa xe tăng, tên lửa và mìn. Khơi dậy lòng căm thù giặc ngoại xâm lúc đó phù hợp với lợi ích của Hoa Kỳ. AID đã bỏ tài trợ cho các chương trình của Afghanistan vào năm 1994 nhưng sách giáo khoa vẫn tiếp tục được lưu hành trong nhiều phiên bản khác nhau, ngay cả sau khi Taliban nắm chính quyền vào năm 1996.

#### Động lực
Những người Taliban ban đầu được thúc đẩy bởi sự đau khổ của người dân Afghanistan, mà họ tin là kết quả của các cuộc tranh giành quyền lực giữa các nhóm người Afghanistan không tuân thủ quy tắc đạo đức của đạo Hồi; trong các trường học tôn giáo của họ, họ đã được rao giảng niềm tin vào luật Hồi giáo nghiêm khắc.

#### Phong trào Pakistan
Các nguồn tin nói rằng Pakistan đã tham gia rất nhiều, vào tháng 10 năm 1994, trong việc "tạo ra" Taliban. Cơ quan Tình báo Liên ngành của Pakistan (ISI), ủng hộ mạnh mẽ Taliban vào năm 1994, hy vọng một quyền lực cầm quyền mới ở Afghanistan sẽ tạo thuận lợi cho Pakistan. Ngay cả khi Taliban nhận được hỗ trợ tài chính từ Pakistan vào năm 1995 và 1996, và ngay cả khi "sự hỗ trợ của Pakistan đến từ giai đoạn đầu của sự tồn tại của phong trào Taliban, thì mối liên hệ rất mong manh và các tuyên bố từ cả ISI Pakistan cũng như Taliban từ rất sớm đã chứng tỏ bản chất không dễ dàng của mối quan hệ. ISI và Pakistan nhằm mục đích kiểm soát, trong khi giới lãnh đạo Taliban dao động qua lại giữa việc giữ độc lập và duy trì sự ủng hộ. " Những người ủng hộ chính ở Pakistan là Tướng Naseerullah Babar, người chủ yếu nghĩ về địa chính trị (mở các tuyến thương mại đến Trung Á), và Maulana Fazl-ur-Rehman của Jamiat Ulema-e-Islam (F), với tư cách là "nhóm đại diện Chủ nghĩa bãi bỏ và nhằm chống lại ảnh hưởng của Islami Jama'at-e và chủ nghĩa Wahhab đang phát triển. "
Theo chuyên gia người Pakistan về Afghanistan Ahmed Rashid, "từ năm 1994 đến 1999, ước tính có khoảng 80.000 đến 100.000 người Pakistan được đào tạo và chiến đấu ở Afghanistan" theo phe Taliban. Peter Tomsen tuyên bố rằng cho đến ngày 11/9, các sĩ quan quân đội Pakistan và ISI cùng với hàng nghìn nhân viên lực lượng vũ trang Pakistan chính quy đã tham gia vào cuộc giao tranh ở Afghanistan.
Trong suốt năm 2001, 28.000–30.000 công dân Pakistan, 14.000–15.000 quân Taliban Afghanistan và 2.000–3.000 chiến binh Al-Qaeda đang chiến đấu ở Afghanistan. Tổng thống Pakistan Pervez Musharraf - khi đó còn là Tổng tham mưu trưởng quân đội - chịu trách nhiệm cử hàng nghìn người Pakistan chiến đấu cùng với Taliban và Bin Laden chống lại lực lượng của Ahmad Shah Massoud.  Một tài liệu năm 1998 của Bộ Ngoại giao Hoa Kỳ xác nhận "20–40 % binh lính Taliban [chính quy] là người Pakistan."
Vào ngày 3 tháng 11 năm 1994, Taliban tổ chức một cuộc tấn công bất ngờ đã xâm chiếm thành công thành phố Kandahar. Trước ngày 4 tháng 1 năm 1995, họ kiểm soát 12 tỉnh của Afghanistan. Lực lượng dân quân kiểm soát các khu vực khác nhau thường đầu hàng mà không giao tranh. Các chỉ huy của Omar là sự pha trộn của các cựu chỉ huy quân đội đơn vị nhỏ và giáo viên madrassa. Ở những giai đoạn này, Taliban nổi tiếng vì họ đã dẹp tan tham nhũng, hạn chế tình trạng vô luật pháp, và làm cho các con đường và vùng đất trở nên an toàn.

### Giai đoạn 1995 - 1996

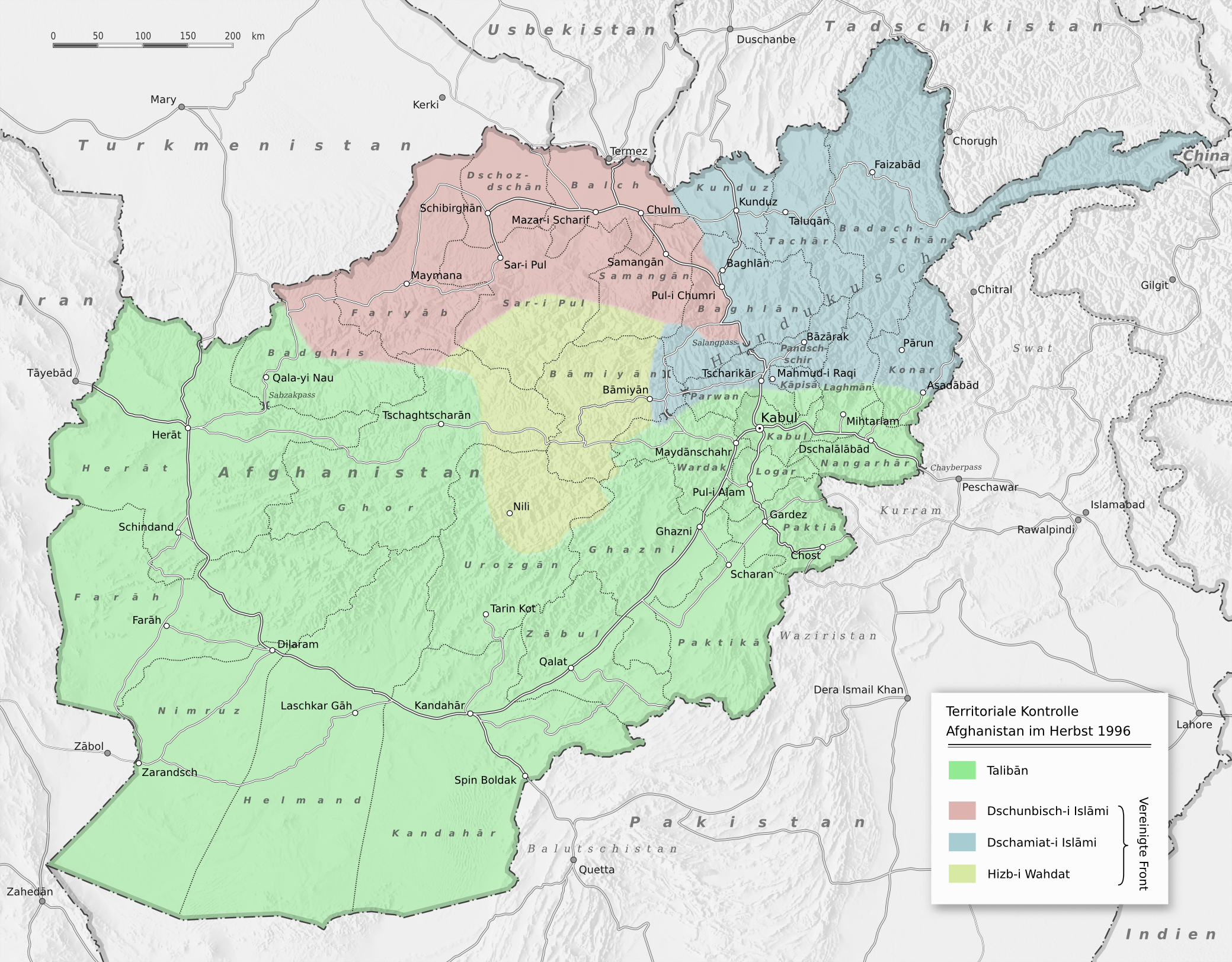
Bản đồ thể hiện quyền kiểm soát chính trị ở Afghanistan vào cuối năm 1996, sau khi Taliban chiếm Kabul

Trong một nỗ lực để thiết lập quyền thống trị của họ trên toàn bộ Afghanistan, Taliban đã mở rộng từ căn cứ Kandahar của họ và càn quét các vùng lãnh thổ rộng lớn. Đầu năm 1995, phong trào tiến về Kabul, nhưng họ đã phải chịu thất bại nặng nề trước các lực lượng chính phủ của Nhà nước Hồi giáo Afghanistan dưới sự chỉ huy của Ahmad Shah Massoud. Trong khi rút lui khỏi Kabul, các chiến binh Taliban bắt đầu pháo kích vào thành phố này, giết chết nhiều thường dân. Các phương tiện truyền thông đưa tin vào tháng 3 năm 1995 rằng, sau cuộc pháo kích của Taliban, họ đã mất nhiều sự tôn trọng từ người Afghanistan và chỉ được coi như là một lực lượng dân quân "đói quyền lực" khác.
Sau một loạt thất bại, Taliban đã giành được quyền kiểm soát thành phố phía tây Herat vào ngày 5 tháng 9 năm 1995. Sau những cáo buộc của chính phủ được công nhận rằng Pakistan đang hỗ trợ Taliban, một ngày sau đó, một đám đông người đã tấn công đại sứ quán Pakistan ở Kabul.
Vào ngày 26 tháng 9 năm 1996, khi Taliban chuẩn bị cho một cuộc tấn công lớn khác, Massoud đã ra lệnh rút lui hoàn toàn khỏi Kabul để tiếp tục kháng chiến chống Taliban ở vùng núi phía đông bắc Hindu Kush thay vì tham gia vào các trận chiến đường phố ở Kabul. Taliban tiến vào Kabul ngày 27 tháng 9 năm 1996 và thành lập Tiểu vương quốc Hồi giáo Afghanistan. Các nhà phân tích mô tả Taliban khi đó đang phát triển thành một lực lượng ủy nhiệm cho các lợi ích khu vực của Pakistan.

### Tiểu vương quốc Hồi giáo Afghanistan (1996–2001)
Mục tiêu quân sự của Taliban trong thời kỳ 1995-2001 là để trả lại trật tự của Abdur Rahman (Iron Emir) bằng cách tái lập của một quốc gia với Pashtun thống trị trong khu vực phía bắc. Taliban đã tìm cách thành lập một chính phủ Hồi giáo thông qua luật pháp và trật tự cùng với việc giải thích nghiêm ngặt luật Sharia, phù hợp với trường phái luật học Hồi giáo Hanafi và các sắc lệnh tôn giáo của Mullah Omar, trên toàn bộ đất đai Afghanistan. Đến năm 1998, Tiểu vương quốc của Taliban kiểm soát 90% lãnh thổ Afghanistan.
Vào tháng 12 năm 2000, UNSC trong Nghị quyết 1333, công nhận nhu cầu nhân đạo của người dân Afghanistan, lên án việc sử dụng lãnh thổ của Taliban để đào tạo "những kẻ khủng bố" và Taliban cung cấp nơi trú ẩn an toàn cho Osama bin Laden, đã ban hành các lệnh trừng phạt nghiêm khắc đối với Afghanistan dưới sự kiểm soát của Taliban. Vào tháng 10 năm 2001, Hoa Kỳ, cùng với các đồng minh bao gồm cả Liên minh phương Bắc Afghanistan, xâm lược Afghanistan và đánh bật Taliban ra khỏi nước này. Ban lãnh đạo Taliban chạy sang Pakistan.

#### Afghanistan trong thời kỳ Taliban cai trị
Khi Taliban nắm quyền vào năm 1996, hai mươi năm chiến tranh liên tục đã tàn phá cơ sở hạ tầng và nền kinh tế của Afghanistan. Không có nước sinh hoạt, ít điện, ít điện thoại, những con đường đang hoạt động hoặc nguồn cung cấp năng lượng thường xuyên. Các nhu yếu phẩm cơ bản như nước, thực phẩm, nhà ở và những thứ khác đang bị thiếu hụt đến mức tuyệt vọng. Ngoài ra, cấu trúc thị tộc và gia đình đã cung cấp cho người Afghanistan một mạng lưới an toàn xã hội / kinh tế cũng bị thiệt hại nặng nề. Tỷ lệ tử vong ở trẻ sơ sinh ở Afghanistan là cao nhất trên thế giới. Một phần tư tổng số trẻ em chết trước khi chúng 5 tuổi, tỷ lệ cao hơn nhiều lần so với hầu hết các nước đang phát triển khác.
Các tổ chức từ thiện và / hoặc phát triển quốc tế (tổ chức phi chính phủ hoặc tổ chức phi chính phủ) cực kỳ quan trọng đối với việc cung cấp thực phẩm, việc làm, tái thiết và các dịch vụ khác, nhưng Taliban tỏ ra rất nghi ngờ đối với 'sự giúp đỡ' mà các tổ chức đó đưa ra. Với hơn một triệu người chết trong suốt những năm chiến tranh, số gia đình do góa phụ đứng đầu đã lên tới 98.000 người vào năm 1998. Ở Kabul, nơi một phần rộng lớn của thành phố đã bị tàn phá bởi các cuộc tấn công bằng tên lửa, hơn một nửa trong số 1,2 hàng triệu người được hưởng lợi theo một cách nào đó từ các hoạt động của tổ chức phi chính phủ, kể cả về nước uống. Cuộc nội chiến và dòng người tị nạn không ngừng kéo dài trong suốt triều đại của Taliban. Các cuộc tấn công ở thung lũng Mazar, Herat và Shomali đã khiến hơn 3/4 triệu dân thường phải di dời, do Taliban sử dụng chiến thuật "tiêu thổ" để ngăn dân tiếp viện cho kẻ thù.
Những người ra quyết định của Taliban, đặc biệt là Mullah Omar, hiếm khi nói chuyện trực tiếp với người nước ngoài không theo đạo Hồi, vì vậy các nhà cung cấp viện trợ phải đối phó với những người trung gian mà sự chấp thuận và thỏa thuận thường bị đảo ngược. Vào khoảng tháng 9 năm 1997, người đứng đầu ba cơ quan của LHQ ở Kandahar đã bị trục xuất khỏi đất nước sau khi phản đối khi một nữ luật sư của Cao ủy LHQ về người tị nạn bị buộc phải nói chuyện từ sau bức màn để người đối diện không nhìn thấy khuôn mặt của cô.

Khi LHQ tăng số lượng nhân viên phụ nữ Hồi giáo để đáp ứng yêu cầu của Taliban, Taliban sau đó yêu cầu tất cả các nữ nhân viên Hồi giáo của LHQ đến Afghanistan phải được giám sát bởi một mahram hoặc một người có quan hệ huyết thống. Vào tháng 7 năm 1998, Taliban đã đóng cửa "tất cả các văn phòng NGO" ở Kabul bằng vũ lực sau khi các tổ chức này từ chối chuyển đến một trường Cao đẳng Bách khoa cũ đã bị đánh bom theo lệnh. Một tháng sau, các văn phòng của LHQ cũng đóng cửa. Khi giá lương thực tăng và tình trạng xấu đi, Bộ trưởng Kế hoạch Qari Din Mohammed giải thích sự thờ ơ của Taliban đối với việc mất viện trợ nhân đạo:
Người Hồi giáo chúng tôi tin rằng Chúa là Đấng Toàn năng sẽ nuôi sống mọi người bằng cách này hay cách khác. Nếu các tổ chức phi chính phủ nước ngoài rời đi thì đó là quyết định của họ. Chúng tôi đã không trục xuất họ.

Một số ít tổ chức hoạt động ở Kandahar không phải chịu những yêu cầu tương tự và tiếp tục hoạt động của họ.

#### Vai trò của quân đội Pakistan
Taliban phần lớn được thành lập bởi Cơ quan tình báo liên ngành của Pakistan bắt đầu từ năm 1994; ISI đã sử dụng Taliban để thiết lập một chế độ ở Afghanistan có lợi cho Pakistan, vì họ đang cố gắng đạt được chiều sâu chiến lược. Kể từ khi Taliban được thành lập, ISI và quân đội Pakistan đã hỗ trợ tài chính, hậu cần và quân sự.
Theo chuyên gia người Pakistan về Afghanistan Ahmed Rashid, "từ năm 1994 đến 1999, ước tính có khoảng 80.000 đến 100.000 người Pakistan được đào tạo và chiến đấu ở Afghanistan" theo phe Taliban. Peter Tomsen tuyên bố rằng cho đến ngày 11/9, các sĩ quan quân đội Pakistan và ISI cùng với hàng nghìn nhân viên lực lượng vũ trang Pakistan chính quy đã tham gia vào cuộc giao tranh ở Afghanistan.
Trong suốt năm 2001, theo một số nguồn tin quốc tế, 28.000–30.000 công dân Pakistan, 14.000–15.000 quân Taliban Afghanistan và 2.000–3.000 chiến binh Al-Qaeda đang chiến đấu chống lại lực lượng chống Taliban ở Afghanistan với tư cách là một lực lượng quân sự mạnh khoảng 45.000 người. Tổng thống Pakistan Pervez Musharraf - khi đó là Tổng tham mưu trưởng quân đội - chịu trách nhiệm cử hàng nghìn người Pakistan chiến đấu cùng với Taliban và Bin Laden chống lại lực lượng của Ahmad Shah Massoud. Trong số khoảng 28.000 công dân Pakistan đang chiến đấu ở Afghanistan, 8.000 là những chiến binh được tuyển mộ trong các madrassa nằm trong hàng ngũ Taliban thông thường. Tài liệu nói thêm rằng cha mẹ của những công dân Pakistan đó "không biết gì về việc con họ tham gia quân sự với Taliban cho đến khi thi thể của họ được đưa về Pakistan". Một tài liệu năm 1998 của Bộ Ngoại giao Hoa Kỳ xác nhận rằng "20–40 phần trăm binh lính Taliban [chính quy] là người Pakistan." Theo báo cáo của Bộ Ngoại giao và báo cáo của Tổ chức Theo dõi Nhân quyền, những công dân Pakistan khác đang chiến đấu ở Afghanistan là những binh sĩ Pakistan chính quy, đặc biệt là từ Quân đoàn Biên phòng mà còn từ quân đội hỗ trợ chiến đấu trực tiếp.
Ngày 1/8/1997, Taliban tiến hành cuộc tấn công vào Sheberghan, căn cứ quân sự chính của Abdul Rashid Dostum. Dostum cho biết lý do cuộc tấn công thành công là do 1500 lính biệt kích Pakistan tham gia và lực lượng không quân Pakistan cũng hỗ trợ.
Năm 1998, Iran cáo buộc Pakistan cử không quân ném bom Mazar-i-Sharif để hỗ trợ lực lượng Taliban và trực tiếp cáo buộc quân đội Pakistan về "tội ác chiến tranh tại Bamiyan ". Cùng năm, Nga cho biết Pakistan phải chịu trách nhiệm về "sự mở rộng quân sự" của Taliban ở miền bắc Afghanistan bằng cách gửi một số lượng lớn quân đội Pakistan tới đây, một số người này sau đó đã bị Mặt trận thống nhất chống Taliban bắt làm tù binh.
Trong suốt năm 2000, Hội đồng Bảo an Liên hợp quốc đã áp đặt lệnh cấm vận vũ khí chống lại việc hỗ trợ quân sự cho Taliban, và các quan chức Liên hợp quốc nói thẳng là Pakistan. Tổng thư ký Liên Hợp Quốc ngầm chỉ trích Pakistan về việc hỗ trợ quân sự và Hội đồng Bảo an tuyên bố nước này "vô cùng đau khổ trước các báo cáo về sự tham gia của hàng nghìn công dân không phải là người Afghanistan trong cuộc giao tranh của phe Taliban". Vào tháng 7 năm 2001, một số quốc gia, bao gồm cả Hoa Kỳ, cáo buộc Pakistan "vi phạm lệnh trừng phạt của Liên Hợp Quốc vì viện trợ quân sự cho Taliban". Taliban cũng có nguồn tài chính từ Pakistan. Riêng năm 1997, sau khi Taliban chiếm Kabul, Pakistan đã tặng 30 triệu USD hàng viện trợ và thêm 10 triệu cho tiền lương của chính phủ.
Trong năm 2000, MI6 báo cáo rằng ISI đang đóng vai trò tích cực trong một số trại huấn luyện của Al-Qaeda. ISI đã giúp xây dựng các trại huấn luyện cho cả Taliban và Al-Qaeda. Từ năm 1996 đến 2001, Al-Qaeda của Osama bin Laden và Ayman al-Zawahiri đã trở thành một nhà nước nằm trong nhà nước Taliban. Bin Laden đã cử các chiến binh Al-Qaeda Ả Rập và Trung Á tham gia cuộc chiến chống lại Mặt trận Thống nhất, trong số đó có Lữ đoàn 055.
Vai trò của quân đội Pakistan đã được giới quan sát quốc tế cũng như nhà lãnh đạo chống Taliban Ahmad Shah Massoud mô tả là một "cuộc xâm lược đáng sợ".

#### Kháng chiến chống Taliban do Massoud chỉ huy

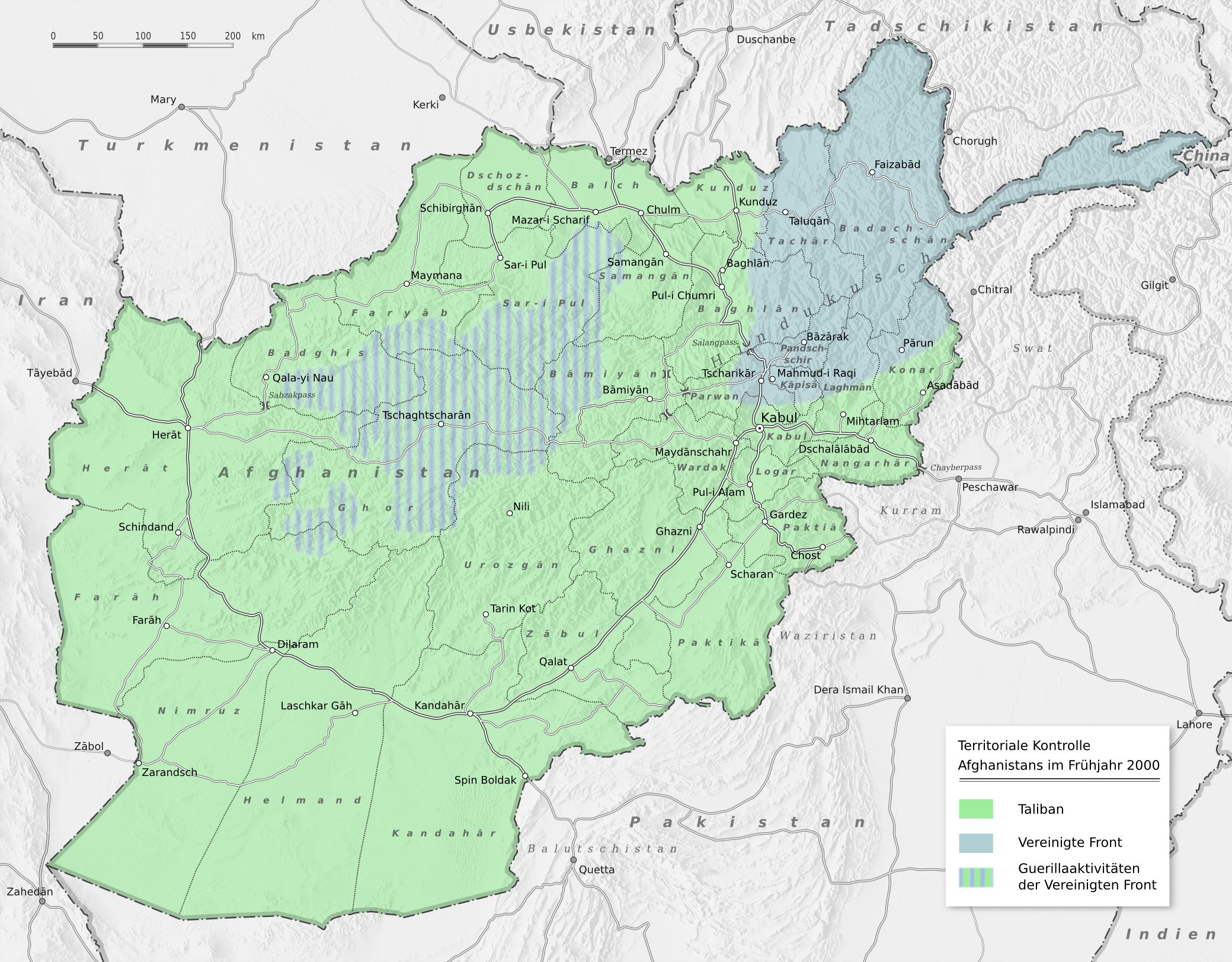
Tiểu vương quốc Hồi giáo Afghanistan và Liên minh phương Bắc vào đầu năm 2000, khi Taliban đang ở đỉnh cao quyền lực

Cuối năm 1996, Ahmad Shah Massoud và Abdul Rashid Dostum, vốn là những kẻ thù cũ, đã cùng nhau thành lập Mặt trận Thống nhất (Liên minh phương Bắc) chống lại Taliban đang chuẩn bị tấn công các khu vực còn lại dưới sự kiểm soát của Massoud và những người dưới sự kiểm soát của Dostum. Mặt trận Thống nhất bao gồm các lực lượng Tajik chiếm ưu thế của Massoud và các lực lượng Dostum của người Uzbekistan, quân đội Hazara do Haji Mohammad Mohaqiq chỉ huy và các lực lượng Pashtun dưới sự lãnh đạo của các chỉ huy như Abdul Haq và Haji Abdul Qadir. Các chính trị gia và nhà ngoại giao nổi tiếng của Mặt trận Thống nhất bao gồm Abdul Rahim Ghafoorzai, Abdullah Abdullah và Massoud Khalili. Từ cuộc chinh phục Kabul của Taliban vào tháng 9 năm 1996 cho đến tháng 11 năm 2001, Mặt trận Thống nhất đã kiểm soát khoảng 30% dân số Afghanistan tại các tỉnh như Badakhshan, Kapisa, Takhar và các phần của Parwan, Kunar, Nuristan, Laghman, Samangan, Kunduz, Ghōr và Bamyan.
Trong các khu vực chịu sự kiểm soát của mình, Massoud đã thiết lập các thể chế dân chủ và ký Tuyên bố Quyền của Phụ nữ. Trong khu vực Massoud, phụ nữ và trẻ em gái không phải mặc áo khoác nữ của Afghanistan. Họ được phép đi làm và đi học. Trong ít nhất hai trường hợp đã biết, Massoud đã đích thân can thiệp chống lại các trường hợp hôn nhân cưỡng bức.
Niềm tin của chúng tôi là cả nam giới và phụ nữ đều được tạo ra bởi Đấng Toàn Năng. Cả hai đều có quyền bình đẳng. Phụ nữ có thể theo đuổi học vấn, phụ nữ có thể theo đuổi sự nghiệp và phụ nữ có thể đóng một vai trò nào đó trong xã hội - giống như nam giới.— Ahmad Shah Massoud, 2001

Massoud khẳng định rằng ở Afghanistan phụ nữ đã phải chịu áp bức trong nhiều thế hệ. Ông nói rằng "môi trường văn hóa của đất nước khiến phụ nữ cảm thấy ngột ngạt. Nhưng Taliban lại làm trầm trọng thêm điều này bằng sự áp bức". Dự án đầy tham vọng nhất của Massoud là phá vỡ định kiến văn hóa này, đồng thời mang lại nhiều không gian, tự do và bình đẳng hơn cho phụ nữ - họ sẽ có các quyền như nam giới..— Pepe Escobar, Massoud: From Warrior to Statesman

Truyền thống của Afghanistan sẽ cần một thế hệ trở lên để vượt qua và giáo dục sẽ là con đường đi tiếp, ông nói. Humayun Tandar, người đã tham gia với tư cách là nhà ngoại giao Afghanistan trong Hội nghị Quốc tế về Afghanistan năm 2001 tại Bonn, nói rằng "những nghiêm ngặt về ngôn ngữ, sắc tộc, khu vực cũng gây trở ngại cho Massoud. Đó là lý do tại sao... ông ấy muốn tạo ra một sự thống nhất có thể vượt qua hoàn cảnh nơi chúng tôi đã tìm thấy chính mình và vẫn còn tìm thấy chính mình cho đến ngày nay. " Điều này cũng áp dụng cho các nghiêm ngặt của tôn giáo. Jean-José Puig mô tả cách Massoud thường dẫn đầu buổi cầu nguyện trước bữa ăn hoặc đôi khi nhờ những người theo đạo Hồi của mình dẫn dắt buổi cầu nguyện nhưng cũng không ngần ngại hỏi một người bạn Cơ đốc giáo Jean-José Puig hoặc Giáo sư Michael Barry của Đại học Princeton người Do Thái: "Jean- José, chúng ta tin vào cùng một Chúa. Xin hãy nói cho chúng tôi lời cầu nguyện trước bữa trưa hoặc bữa tối bằng ngôn ngữ của chính bạn."
Tổ chức Theo dõi Nhân quyền cho rằng không có tội phạm nhân quyền nào đối với các lực lượng dưới sự kiểm soát trực tiếp của Massoud trong khoảng thời gian từ tháng 10 năm 1996 cho đến khi xảy ra vụ ám sát Massoud vào tháng 9 năm 2001. 400.000 đến một triệu người Afghanistan đã chạy trốn khỏi Taliban đến khu vực của Massoud. National Geographic kết luận trong bộ phim tài liệu Inside the Taliban: "Điều duy nhất cản đường các cuộc thảm sát của Taliban trong tương lai là Ahmad Shah Massoud."
Taliban liên tục đề nghị trao cho Massoud một vị trí quyền lực để khiến ông ngừng sự kháng cự của mình. Massoud từ chối. Ông giải thích trong một cuộc phỏng vấn:
Taliban nói: "Hãy đến nhận chức thủ tướng và ở bên chúng tôi", và họ sẽ giữ chức vụ cao nhất của đất nước, chức tổng thống. Nhưng với cái giá phải trả là gì?! Sự khác biệt giữa chúng tôi chủ yếu liên quan đến cách suy nghĩ của chúng tôi về các nguyên tắc của xã hội và nhà nước. Chúng tôi không thể chấp nhận các điều kiện thỏa hiệp của họ, nếu không, chúng tôi sẽ phải từ bỏ các nguyên tắc của nền dân chủ hiện đại. Về cơ bản, chúng tôi chống lại hệ thống được gọi là "Các Tiểu vương quốc Afghanistan".— Ahmad Shah Massoud, 2001

Mặt trận Thống nhất trong các Đề xuất vì Hòa bình đã yêu cầu Taliban tham gia một tiến trình chính trị dẫn tới các cuộc bầu cử dân chủ trên toàn quốc. Đầu năm 2001, Massoud áp dụng một chiến lược mới nhằm gây áp lực quân sự địa phương và kêu gọi chính trị toàn cầu. Sự phẫn nộ ngày càng gia tăng chống lại sự cai trị của Taliban từ tận đáy xã hội Afghanistan, bao gồm cả các khu vực Pashtun. Massoud công khai nguyên nhân của họ về "sự đồng thuận phổ biến, tổng tuyển cử và dân chủ" trên toàn thế giới. Đồng thời, ông rất cảnh giác để không phục hồi chính phủ Kabul đã thất bại vào đầu những năm 1990. Ngay từ năm 1999, ông đã bắt đầu đào tạo lực lượng cảnh sát mà ông đã huấn luyện đặc biệt để giữ trật tự và bảo vệ dân thường trong trường hợp Mặt trận Thống nhất thành công. Massoud tuyên bố:
Taliban không phải là lực lượng được coi là bất khả chiến bại. Bây giờ họ khác xa với mọi người. Họ yếu hơn trong quá khứ. Chỉ có sự hỗ trợ của Pakistan, Osama bin Laden và các nhóm cực đoan khác mới giữ chân được Taliban. Với việc ngừng hỗ trợ đó, rất khó để tồn tại.— Ahmad Shah Massoud, 2001

Từ năm 1999 trở đi, một quá trình mới đã được khởi động bởi Tajik Ahmad Shah Massoud và Pashtun Abdul Haq để thống nhất tất cả các sắc tộc của Afghanistan. Trong khi Massoud thống nhất người Tajiks, Hazara và Uzbek cũng như một số chỉ huy Pashtun dưới quyền chỉ huy Mặt trận thống nhất của mình, chỉ huy Pashtun nổi tiếng Abdul Haq nhận được ngày càng nhiều người đào tẩu Pashtun Taliban vì "sự phổ biến của Taliban có xu hướng giảm". Cả hai đồng ý làm việc cùng với vua Afghanistan lưu vong Zahir Shah. Các quan chức quốc tế gặp gỡ đại diện của liên minh mới, mà Steve Coll từng đoạt giải Pulitzer gọi là "liên minh Pashtun-Tajik vĩ đại", đã nói, "Thật điên rồ khi bạn có được điều này ngày hôm nay... Người Pashtun, Tajiks, Uzbek, Hazara... Tất cả họ đều sẵn sàng tham gia vào quá trình này... làm việc dưới ngọn cờ của nhà vua vì một Afghanistan cân bằng về sắc tộc. " Nhà ngoại giao cấp cao và chuyên gia về Afghanistan Peter Tomsen đã viết: "'Sư tử của Kabul' [Abdul Haq] và 'Sư tử của Panjshir' [Ahmad Shah Massoud]... Haq, Massoud và Karzai, ba lãnh đạo ôn hòa hàng đầu của Afghanistan, có thể vượt qua ranh giới phân biệt người Pashtun-không-Pashtun, người bắc- kẻ nam." Nhà lãnh đạo cấp cao nhất của Hazara và nhà lãnh đạo người Uzbekistan cũng là một phần của quá trình này. Cuối năm 2000, Massoud chính thức tập hợp liên minh mới này trong một cuộc họp ở Bắc Afghanistan để thảo luận về "một Loya Jirga, hay một hội đồng trưởng lão truyền thống, để giải quyết tình trạng hỗn loạn chính trị ở Afghanistan". Đó là một phần của kế hoạch hòa bình Pashtun–Tajik –Hazara–Uzbek cuối cùng đã thành hiện thực. Tác giả kiêm nhà báo Sebastian Junger kể lại cuộc gặp gỡ: "Vào năm 2000, khi tôi ở đó... Tôi tình cờ đến đó trong một khoảng thời gian rất thú vị... Massoud quy tụ các nhà lãnh đạo Afghanistan từ tất cả các nhóm sắc tộc. Họ bay từ London, Paris, Hoa Kỳ, tất cả các vùng của Afghanistan, Pakistan, Ấn Độ. Massoud đưa tất cả họ vào khu vực phía bắc nơi ông đang ở. Ông đã tổ chức một hội đồng gồm... những người Afghanistan nổi tiếng từ khắp nơi trên thế giới, đến đó để thảo luận về chính phủ Afghanistan hậu Taliban.... chúng tôi đã gặp tất cả những người đàn ông này và phỏng vấn họ ngắn gọn. Một người là Hamid Karzai; Tôi không biết cuối cùng ông ấy sẽ là ai".
Vào đầu năm 2001, Ahmad Shah Massoud cùng với các nhà lãnh đạo sắc tộc từ khắp Afghanistan đã phát biểu trước Nghị viện Châu Âu tại Brussels yêu cầu cộng đồng quốc tế giúp đỡ nhân đạo cho người dân Afghanistan. Ông tuyên bố rằng Taliban và Al-Qaeda đã đưa ra "một nhận thức rất sai lầm về Hồi giáo " và rằng nếu không có sự hỗ trợ của Pakistan và Bin Laden, Taliban sẽ không thể duy trì chiến dịch quân sự của họ trong vòng một năm. Trong chuyến thăm châu Âu này, Massoud cũng cảnh báo rằng tình báo của ông đã thu thập thông tin về một cuộc tấn công quy mô lớn trên đất Mỹ sắp xảy ra. Chủ tịch Nghị viện châu Âu, Nicole Fontaine, gọi ông là "thái cực của tự do ở Afghanistan".
Vào ngày 9 tháng 9 năm 2001, Massoud, khi đó 48 tuổi, là mục tiêu của một vụ tấn công liều chết do hai người Ả Rập đóng giả làm nhà báo tại Khwaja Bahauddin, tỉnh Takhar của Afghanistan. Massoud, người đã sống sót sau vô số vụ ám sát trong khoảng thời gian 26 năm, đã chết trên chiếc trực thăng đưa ông đến bệnh viện. Nỗ lực đầu tiên nhằm ám sát của Massoud đã được Hekmatyar và hai điệp viên ISI người Pakistan thực hiện vào năm 1975, khi Massoud mới 22 tuổi. Đầu năm 2001, những sát thủ của Al-Qaeda đã bị lực lượng của Massoud bắt khi cố gắng xâm nhập vào lãnh thổ của ông. Đám tang Massoud diễn ra ở một vùng quê dân dã nhưng đã có hàng trăm nghìn người đến dự.
Vụ ám sát Massoud được cho là có liên quan đến vụ tấn công ngày 11 tháng 9 trên đất Mỹ khiến gần 3000 người thiệt mạng, và có vẻ là vụ tấn công khủng bố mà Massoud đã cảnh báo trong bài phát biểu trước Nghị viện châu Âu vài tháng trước đó. John P. O'Neill là chuyên gia chống khủng bố và là Trợ lý Giám đốc FBI cho đến cuối năm 2001. O'Neill đã nghỉ việc tại FBI và được đề nghị làm giám đốc an ninh tại Trung tâm Thương mại Thế giới (WTC). Ông đã nhận công việc tại WTC hai tuần trước ngày 11/9. Vào ngày 10 tháng 9 năm 2001, O'Neill nói với hai người bạn của mình, "Đã đến ngày. Và chúng tôi đang chuẩn bị cho một cái gì đó lớn lao... Một số điều đã xảy ra ở Afghanistan. [đề cập đến vụ ám sát Massoud] Tôi không thích cách mọi thứ đang được xếp đặt ở Afghanistan... Tôi cảm nhận được sự thay đổi và tôi nghĩ mọi thứ sẽ xảy ra... sớm thôi. " O'Neill qua đời vào ngày 11 tháng 9 năm 2001, khi Tháp Nam sụp đổ.
Sau ngày 11/9, quân của Mặt trận thống nhất của Massoud và quân của Mặt trận thống nhất của Abdul Rashid Dostum (người trở về sau khi sống cuộc sống lưu vong) đã đuổi Taliban ra khỏi Kabul với sự hỗ trợ của không quân Mỹ trong Chiến dịch Tự do Bền vững. Từ tháng 10 đến tháng 12 năm 2001, Mặt trận Thống nhất giành quyền kiểm soát phần lớn đất nước này và đóng một vai trò quan trọng trong việc thành lập chính phủ lâm thời hậu Taliban dưới thời Hamid Karzai.

### Lật đổ và các cuộc chiến tiếp theo

#### Khởi đầu

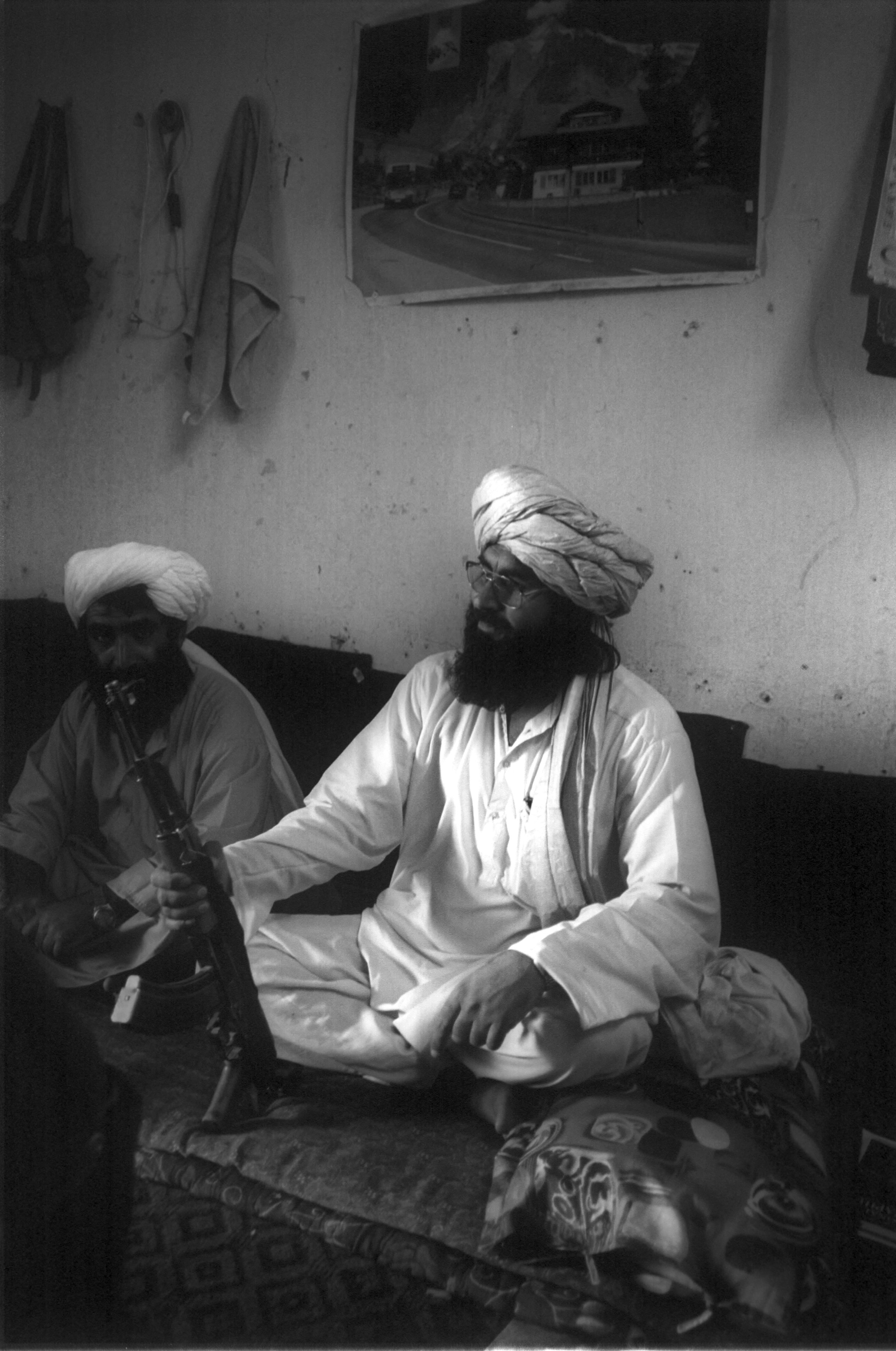
Lính biên phòng Taliban năm 2001

Vào ngày 20 tháng 9 năm 2001, Tổng thống Hoa Kỳ George W. Bush, phát biểu trước một phiên họp chung của Quốc hội, dự kiến đổ lỗi cho Al-Qaeda về các cuộc tấn công ngày 11 tháng 9, nói rằng "sự lãnh đạo của Al Qaeda có ảnh hưởng lớn ở Afghanistan và hỗ trợ chế độ Taliban trong việc kiểm soát hầu hết đất nước này". Bush nói, "Chúng tôi lên án chế độ Taliban", và tiếp tục tuyên bố, "Tối nay Hợp chúng quốc Hoa Kỳ đưa ra các yêu cầu sau đây đối với Taliban", mà theo ông là "không để đàm phán hoặc thảo luận":
1. Giao nộp cho Mỹ tất cả các thủ lĩnh của Al-Qaeda
2. Trả tự do cho tất cả những công dân nước ngoài bị cầm tù oan
3. Bảo vệ các nhà báo, nhà ngoại giao và nhân viên cứu trợ nước ngoài
4. Đóng cửa ngay lập tức mọi trại huấn luyện khủng bố
5. Bàn giao mọi kẻ khủng bố và những kẻ ủng hộ chúng cho các cơ quan chức năng thích hợp
6. Cho phép Hoa Kỳ tiếp cận tất cả các trại huấn luyện khủng bố để kiểm tra

Mỹ kiến nghị cộng đồng quốc tế ủng hộ chiến dịch quân sự nhằm lật đổ Taliban. LHQ đã ban hành hai nghị quyết về chống khủng bố sau vụ tấn công ngày 11/9. Các nghị quyết kêu gọi tất cả các quốc gia "[tăng cường] hợp tác và thực hiện đầy đủ các công ước quốc tế liên quan liên quan đến chống khủng bố" và nêu rõ các khuyến nghị đồng thuận cho tất cả các quốc gia. Theo một bản tóm tắt nghiên cứu của Thư viện Hạ viện, mặc dù Hội đồng Bảo an Liên hợp quốc (UNSC) không cho phép chiến dịch quân sự do Hoa Kỳ dẫn đầu, nhưng nó "được coi là một hình thức tự vệ hợp pháp" (mặc dù không phổ biến). theo Hiến chương Liên Hợp Quốc", và hội đồng "nhanh chóng chuyển sang cho phép hoạt động quân sự để ổn định đất nước" sau cuộc xâm lược này. Hơn nữa, vào ngày 12 tháng 9 năm 2001, NATO đã phê duyệt một chiến dịch chống lại Afghanistan như một chiến dịch tự vệ chống lại cuộc tấn công vũ trang.

#### Cuộc xâm lược của liên quân

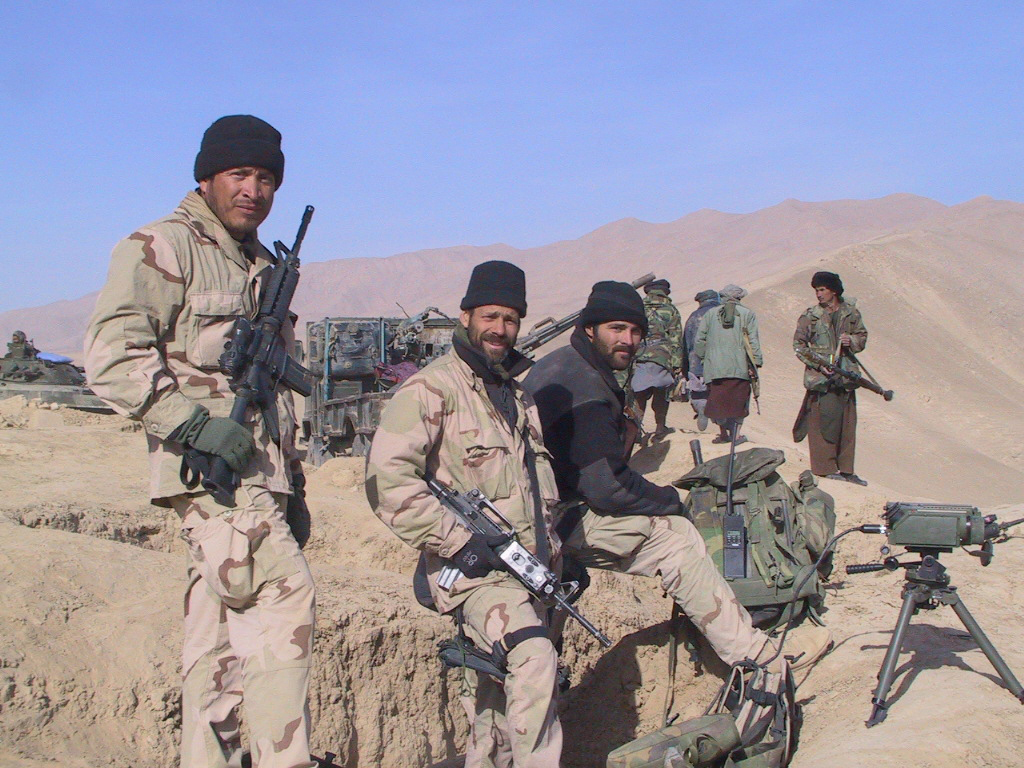
Taliban đã bị đánh bại vào tháng 10 năm 2001 do nỗ lực thống nhất của các lực lượng mặt đất của Mặt trận Hồi giáo Thống nhất (Liên minh phương Bắc), các đội hoạt động đặc biệt nhỏ của Hoa Kỳ và sự hỗ trợ của không quân Hoa Kỳ.

Vào ngày 7 tháng 10 năm 2001, chưa đầy một tháng sau vụ tấn công ngày 11 tháng 9, Hoa Kỳ, với sự hỗ trợ của Vương quốc Anh, Canada và các quốc gia khác, bao gồm một số nước thuộc liên minh NATO, bắt đầu các hành động quân sự, ném bom các trại liên quan đến Taliban và Al-Qaeda. Mục đích đã nêu của các hoạt động quân sự là loại bỏ Taliban khỏi quyền lực và ngăn chặn việc sử dụng Afghanistan làm căn cứ hoạt động của bọn khủng bố.
Các đơn vị thuộc Bộ phận Hoạt động Đặc biệt (SAD) tinh nhuệ của CIA là lực lượng Hoa Kỳ đầu tiên tiến vào Afghanistan (nhiều cơ quan tình báo của các quốc gia khác nhau đã ở trên bộ hoặc hoạt động trong nhà hát trước SAD, và SAD không phải là lực lượng quân sự về mặt kỹ thuật, mà là quân bán quân sự). Họ tham gia cùng với Mặt trận Thống nhất Afghanistan (Liên minh phương Bắc) để chuẩn bị cho sự xuất hiện tiếp theo của lực lượng Hoạt động Đặc biệt Hoa Kỳ. Mặt trận thống nhất (Liên minh phương Bắc) và SAD và Lực lượng đặc biệt đã kết hợp để lật đổ Taliban với thương vong tối thiểu của liên quân, và không sử dụng các lực lượng mặt đất thông thường. Washington Post đã nêu trong một bài xã luận của John Lehman vào năm 2006:
Điều khiến chiến dịch Afghanistan trở thành một bước ngoặt trong lịch sử Quân đội Hoa Kỳ là nó đã bị lực lượng Hoạt động Đặc biệt truy tố từ tất cả các cơ quan, cùng với Hải quân và Không quân Hoa Kỳ, các hoạt động của Liên minh phương Bắc Afghanistan và CIA đều quan trọng như nhau và được tích hợp đầy đủ. Không có lực lượng lớn Lục quân hoặc Thủy quân lục chiến Hoa Kỳ được sử dụng.

Vào ngày 14 tháng 10, Taliban đề nghị thảo luận bàn giao Osama bin Laden cho một quốc gia trung lập để đổi lấy việc ngừng ném bom, nhưng chỉ khi Taliban được cung cấp bằng chứng về sự tham gia 11/9 của bin Laden. Mỹ từ chối lời đề nghị này, và tiếp tục các hoạt động quân sự. Mazar-i-Sharif thất thủ trước quân đội Mặt trận thống nhất của Ustad Atta Mohammad Noor và Abdul Rashid Dostum vào ngày 9 tháng 11, khiến một loạt các tỉnh thất thủ với sức kháng cự tối thiểu.
Vào tháng 11 năm 2001, trước khi quân Mặt trận thống nhất đánh chiếm Kunduz dưới sự chỉ huy của Mohammad Daud Daud, hàng nghìn chỉ huy hàng đầu và chiến binh chính quy của Taliban và Al-Qaeda, các nhân viên và nhân viên Tình báo Liên quân Pakistan, cùng các tình nguyện viên khác và những người đồng tình trong cuộc không vận Kunduz, được các lực lượng quân sự Hoa Kỳ xung quanh Kunduz gọi là Cuộc vận chuyển Ác ma và sau đó được sử dụng như một thuật ngữ trong các báo cáo truyền thông, đã được sơ tán và vận chuyển ra khỏi Kunduz bằng máy bay chở hàng của Quân đội Pakistan đến các căn cứ không quân của Không quân Pakistan ở Chitral và Gilgit ở Các khu vực phía Bắc của Pakistan.
Vào đêm ngày 12 tháng 11, Taliban bỏ Kabul rút lui về phía nam. Vào ngày 15 tháng 11, họ đã thả 8 nhân viên cứu trợ phương Tây sau ba tháng bị giam cầm. Đến ngày 13 tháng 11, Taliban đã rút khỏi cả Kabul và Jalalabad. Cuối cùng, vào đầu tháng 12, Taliban đã từ bỏ Kandahar, thành trì cuối cùng của họ, phân tán lực lượng nhưng không đầu hàng.

#### Các vụ giết người có chủ đích
Hoa Kỳ đã tiến hành các vụ giết người có chủ đích nhằm vào các thủ lĩnh Taliban, chủ yếu sử dụng Lực lượng Đặc biệt và đôi khi là các phương tiện bay không người lái. Lực lượng Anh cũng sử dụng chiến thuật tương tự, chủ yếu ở tỉnh Helmand, Afghanistan. Trong Chiến dịch Herrick, các lực lượng đặc biệt của Anh đã thực hiện các cuộc tiêu diệt có chủ đích chống lại ít nhất 50 chỉ huy cấp cao và địa phương của Taliban ở tỉnh Helmand.
Taliban cũng đã sử dụng các vụ giết người có chủ đích. Chỉ trong năm 2011, họ đã giết các thủ lĩnh chống Taliban đáng chú ý, chẳng hạn như cựu Tổng thống Afghanistan Burhanuddin Rabbani, cảnh sát trưởng miền bắc Afghanistan, chỉ huy Quân đoàn 303 Pamir tinh nhuệ chống Taliban, Mohammad Daud Daud, và cảnh sát trưởng Kunduz, Abdul Rahman Saidkhaili. Tất cả họ đều thuộc phe Massoud của Mặt trận Thống nhất. Theo báo cáo của Vịnh Guantanamo, Bộ Quốc phòng Hoa Kỳ tin rằng Taliban có thể duy trì một đơn vị bí mật gồm 40 người được gọi là "Jihad Kandahar", được sử dụng cho các hoạt động bí mật, bao gồm cả các vụ giết người có chủ đích.

### Trỗi dậy sau năm 2001
Sau vụ tấn công ngày 11 tháng 9 năm 2001 vào Hoa Kỳ, Pakistan bị cáo buộc tiếp tục hỗ trợ Taliban, một cáo buộc mà Pakistan bác bỏ.
Sau khi Kabul thất thủ và rơi vào tay lực lượng chống Taliban vào tháng 11 năm 2001, lực lượng ISI đã hợp tác và giúp đỡ các chiến binh Taliban đang rút lui hoàn toàn. Vào tháng 11 năm 2001, các chiến binh Taliban, Al-Qaeda và các đặc nhiệm ISI đã được sơ tán an toàn khỏi Kunduz trên máy bay chở hàng của Quân đội Pakistan đến các căn cứ của Không quân Pakistan ở Chitral và Gilgit ở Khu vực phía Bắc của Pakistan (xem cuộc không vận Kunduz). Cựu tổng thống Pakistan Pervez Musharraf đã viết trong hồi ký của mình rằng Richard Armitage, cựu thứ trưởng ngoại giao Hoa Kỳ, nói rằng Pakistan sẽ bị "ném bom trở lại thời kỳ đồ đá" nếu nước này tiếp tục ủng hộ Taliban, mặc dù Armitage đã phủ nhận việc sử dụng từ "thời kỳ đồ đá".

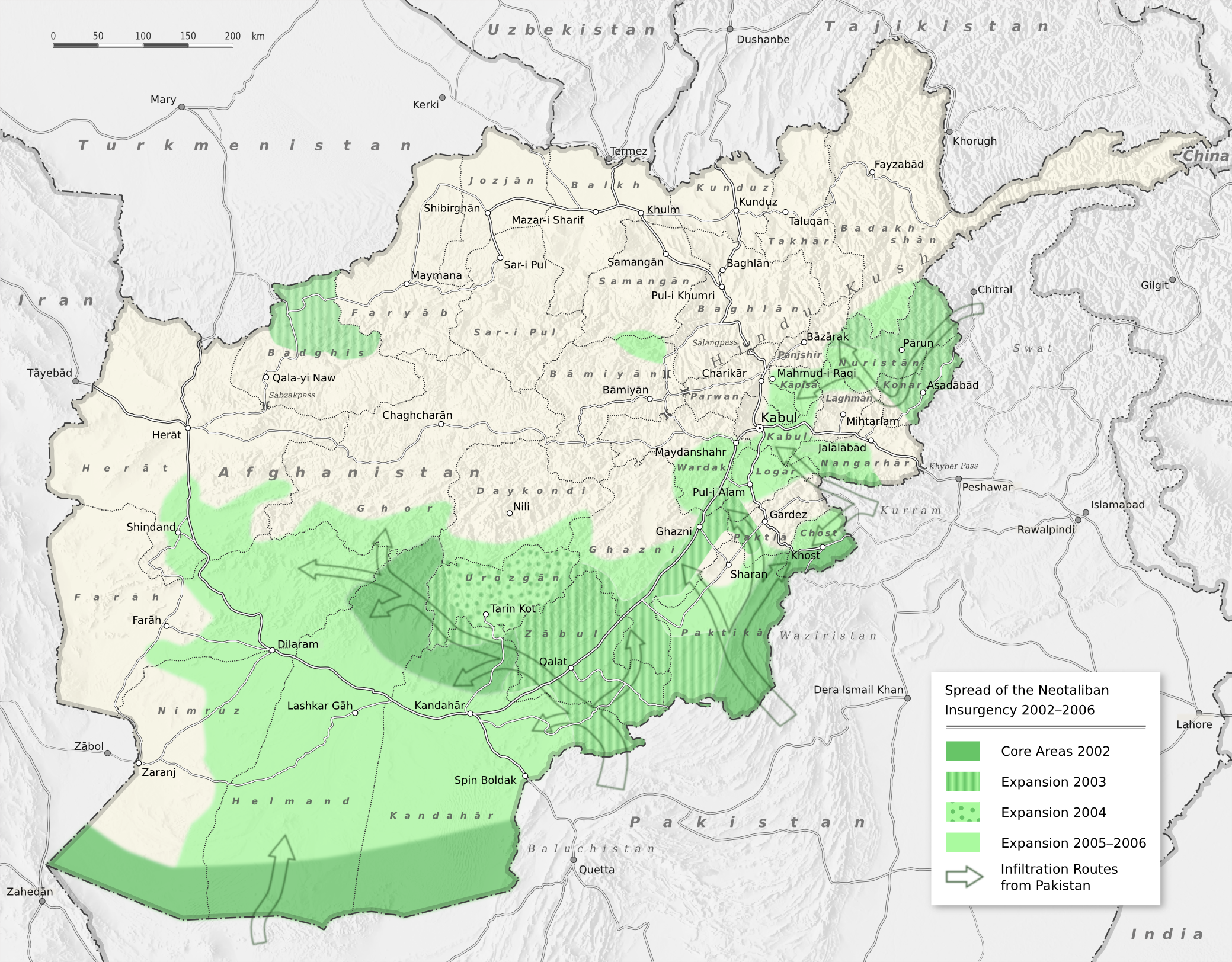
Sự phát triển của một cuộc nổi dậy nhỏ của Taliban từ năm 2002 cho đến năm 2006, năm chứng kiến sự leo thang trong các cuộc tấn công của Taliban

Vào tháng 5 và tháng 6 năm 2003, các quan chức cấp cao của Taliban tuyên bố Taliban đã tập hợp lại và sẵn sàng cho chiến tranh du kích nhằm đuổi lực lượng Hoa Kỳ ra khỏi Afghanistan. Cuối năm 2004, thủ lĩnh Taliban lúc đó đang ẩn mình là Mohammed Omar đã tuyên bố một cuộc nổi dậy chống lại "Mỹ và những con rối" (tức là các lực lượng chính phủ Afghanistan chuyển tiếp) để "giành lại chủ quyền của đất nước chúng ta".
Vào ngày 29 tháng 5 năm 2006, trong khi theo trang báo Mỹ The Spokesman-Review Afghanistan đang đối mặt với "mối đe dọa ngày càng tăng từ các chiến binh Taliban vũ trang ở vùng nông thôn", một chiếc xe tải quân sự của Mỹ trong một đoàn xe ở Kabul đã mất lái và lao thẳng vào 12 xe dân dụng, khiến một người thiệt mạng và làm sáu người bị thương. Đám đông xung quanh nổi giận và một cuộc bạo động nổ ra, kéo dài cả ngày hôm đó, kết thúc với 20 người chết và 160 người bị thương. Một phát ngôn viên của quân đội Mỹ cho biết, khi bị ném đá và có súng nổ phát ra từ một đám đông khoảng 400 người, quân đội Mỹ đã sử dụng vũ khí của họ để "tự vệ" để rời khỏi hiện trường. Một phóng viên của Financial Times ở Kabul cho rằng đây là sự bùng phát của "đất nước ngập tràn sự phẫn nộ" và "sự thù địch ngày càng gia tăng đối với người nước ngoài" đã phát triển và leo thang kể từ năm 2004, và cũng có thể bị một cuộc không kích của Mỹ. tuần trước đó ở miền nam Afghanistan giết chết 30 thường dân làm nó bùng phát, và cô cho rằng "Taliban đã trú ẩn trong các ngôi nhà dân thường".
Sự hỗ trợ liên tục từ các bộ lạc và các nhóm du kích khác ở Pakistan, buôn bán ma túy và số lượng nhỏ các lực lượng NATO, kết hợp với lịch sử kháng chiến và cô lập lâu dài, cho thấy rằng các lực lượng và thủ lĩnh của Taliban vẫn còn tồn tại. Các cuộc tấn công tự sát và các phương pháp khủng bố khác không được sử dụng trong năm 2001 trở nên phổ biến hơn. Các nhà quan sát cho rằng việc tận diệt cây thuốc phiện, gây tổn hại đến sinh kế của những người Afghanistan vốn phải dựa vào sản xuất của họ, và những cái chết của dân thường do các cuộc không kích đã tiếp tay cho sự trỗi dậy này. Những nhà quan sát này cho rằng chính sách nên tập trung vào "trái tim và khối óc" và tái thiết kinh tế, có thể thu lợi từ việc chuyển từ ngăn chặn việc trồng cây thuốc phiện sang chuyển hướng sản xuất cây thuốc phiện - để làm thuốc.
Các nhà bình luận khác coi việc Islamabad chuyển từ chiến tranh sang ngoại giao là một nỗ lực nhằm xoa dịu sự bất bình ngày càng tăng. Do cơ cấu lãnh đạo của Taliban, vụ ám sát Mullah Dadullah vào tháng 5 năm 2007 không có ảnh hưởng đáng kể nào, ngoài việc làm tổn hại đến mối quan hệ mới chớm nở với Pakistan.
Vào ngày 8 tháng 2 năm 2009, người chỉ huy các chiến dịch của Hoa Kỳ tại Afghanistan, Tướng Stanley McChrystal và các quan chức khác nói rằng lãnh đạo của Taliban đang ở Quetta, Pakistan. Đến năm 2009, một lực lượng nổi dậy mạnh mẽ đã liên kết lại, được gọi là Chiến dịch Al Faath, từ tiếng Ả Rập có nghĩa là "chiến thắng" trong kinh Koran, dưới hình thức chiến tranh du kích. Nhóm bộ lạc Pashtun, với hơn 40 người hàng triệu thành viên (bao gồm cả người Afghanistan và người Pakistan) đã có một lịch sử lâu dài chống lại các lực lượng chiếm đóng, vì vậy Taliban có thể chỉ bao gồm một phần của lực lượng nổi dậy này. Hầu hết các chiến binh Taliban sau cuộc xâm lược là những tân binh, chủ yếu được rút ra từ các madrasas địa phương.
Vào tháng 12 năm 2009, Asia Times Online đưa tin rằng Taliban đã đề nghị cung cấp cho Mỹ "sự đảm bảo pháp lý" rằng Taliban sẽ không cho phép Afghanistan được sử dụng để tấn công các nước khác và Mỹ đã không đưa ra phản ứng nào.
Tính đến tháng 7 năm 2016, tạp chí Time của Hoa Kỳ ước tính 20% Afghanistan nằm dưới sự kiểm soát của Taliban với tỉnh Helmand ở cực nam là thành trì của họ, trong khi chỉ huy liên minh Hỗ trợ kiên quyết của Hoa Kỳ và quốc tế, Tướng Nicholson vào tháng 12 năm 2016 cũng tuyên bố rằng Taliban chiếm giữ 10% đất nước này trong khi 26% diện tích Afghanistan khác bị tranh chấp giữa chính phủ Afghanistan và các nhóm nổi dậy khác nhau.
Vào ngày 7 tháng 8 năm 2015, Taliban đã giết khoảng 50 người ở Kabul. Vào tháng 8 năm 2017, phản ứng trước một bài phát biểu thù địch của Tổng thống Mỹ Trump, một phát ngôn viên của Taliban đã phản pháo lại rằng họ sẽ tiếp tục chiến đấu để giải phóng Afghanistan khỏi "những kẻ xâm lược Mỹ".

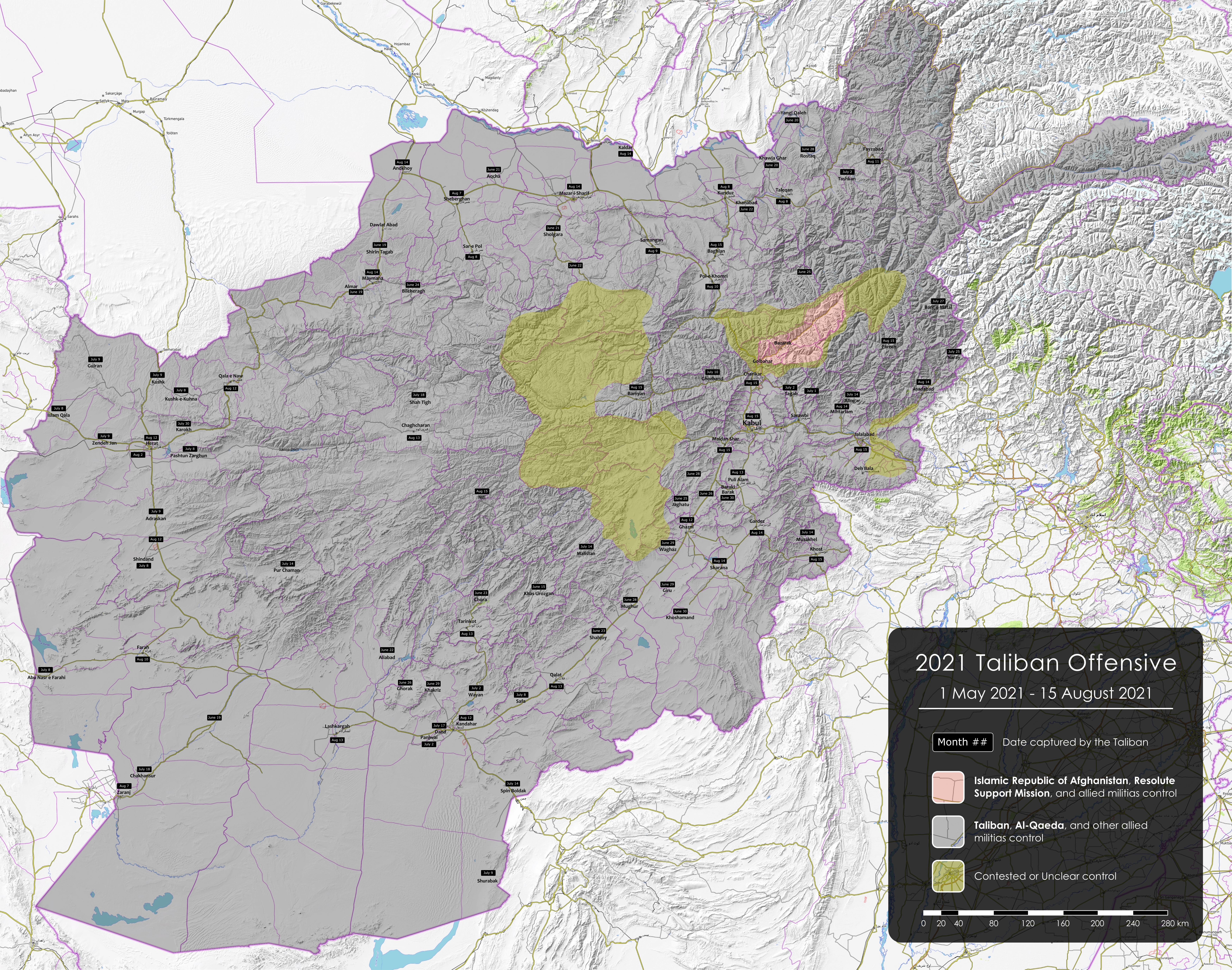
Bản đồ Afghanistan cho thấy cuộc tấn công năm 2021 của Taliban

Vào tháng 1 năm 2018, một kẻ đánh bom liều chết của Taliban đã giết chết hơn 100 người ở Kabul bằng cách sử dụng một quả bom trong xe cứu thương.
Đến năm 2020, sau khi Nhà nước Hồi giáo Iraq và Levant (ISIL) đã mất gần như tất cả các lãnh thổ đã chiếm được của mình và giảm thực hiện hành vi khủng bố, chuyên gia cố vấn toàn cầu Viện Kinh tế & Hòa bình đã nhận định: Taliban đã vượt qua ISIL để trở thành nhóm khủng bố nguy hiểm nhất trên thế giới do các chiến dịch mở rộng lãnh thổ gần đây của tổ chức này.
Vào ngày 29 tháng 5 năm 2020, có thông tin rằng con trai của Mullah Omar là Mullah Mohammad Yaqoob hiện đang làm thủ lĩnh của Taliban sau khi nhiều thành viên Quetta Shura bị nhiễm COVID-19. Trước đó, vào ngày 7 tháng 5 năm 2020, Yaqoob đã được xác nhận rằng Yaqoob đã trở thành người đứng đầu ủy ban quân sự của Taliban, khiến Yaqoob trở thành chỉ huy quân sự của quân nổi dậy. Trong số những người bị lây nhiễm bệnh trong Quetta Shura, nơi tiếp tục tổ chức các cuộc gặp trực tiếp, có Hibatullah Akhundzada và Sirajuddin Haqqani, sau đó lần lượt là chỉ huy của mạng lưới Taliban và Haqqani.
Vào giữa năm 2021, Taliban đã khởi xướng một cuộc tấn công lớn ở Afghanistan trong quá trình rút quân của Mỹ khỏi đất nước này. Điều này đã cho phép Taliban kiểm soát hơn một nửa trong số 421 quận của Afghanistan tính đến ngày 23 tháng 7 năm 2021. Đến ngày 15 tháng 8 năm 2021, tổng thống Afghanistan Ashraf Ghani bỏ trốn sang nước ngoài, Taliban đã kiểm soát Afghanistan hoàn toàn.

## Hành vi bị lên án

### Chiến dịch thảm sát
Theo một báo cáo dài 55 trang của Liên Hợp Quốc, Taliban, trong khi cố gắng củng cố quyền kiểm soát đối với miền bắc và miền tây Afghanistan, đã thực hiện các vụ thảm sát có hệ thống nhằm vào dân thường. Các quan chức Liên Hợp Quốc tuyên bố rằng đã có "15 vụ thảm sát" từ năm 1996 đến năm 2001. Họ cũng nói rằng "chúng có tính hệ thống cao và tất cả đều có liên quan đến Bộ Quốc phòng [Taliban] hoặc chính Mullah Omar." "Đây là những tội ác chiến tranh giống như đã xảy ra ở Bosnia và cần được truy tố trước các tòa án quốc tế", một quan chức Liên hợp quốc được dẫn lời nói. Các tài liệu cũng tiết lộ vai trò của quân đội hỗ trợ Ả Rập và Pakistan trong các vụ giết người này. Cái gọi là Lữ đoàn 055 của Bin Laden chịu trách nhiệm về những vụ giết hại hàng loạt thường dân Afghanistan. Báo cáo của Liên Hợp Quốc trích lời "các nhân chứng ở nhiều ngôi làng mô tả các chiến binh Ả Rập mang theo những con dao dài dùng để cứa cổ và lột da người". Cuối năm 2011, cựu đại sứ của Taliban tại Pakistan, Mullah Abdul Salam Zaeef, tuyên bố rằng hành vi tàn ác dưới thời và của Taliban là "cần thiết".
Năm 1998, Liên Hợp Quốc đã cáo buộc Taliban không chịu nhận gói lương thực khẩn cấp do Chương trình Lương thực Thế giới đưa đến, khiến 160.000 người đói và chết đói "vì lý do chính trị và quân sự". LHQ cho biết Taliban đang bỏ đói người dân vì chương trình quân sự của họ và sử dụng hỗ trợ nhân đạo như một vũ khí chiến tranh.
Vào ngày 8 tháng 8 năm 1998, Taliban đã tiến hành một cuộc tấn công vào Mazar-i Sharif. Trong số 1500 người bị tấn công chỉ có 100 người sống sót sau cuộc giao tranh. Khi đã nắm quyền kiểm soát, Taliban bắt đầu giết người một cách bừa bãi. Lúc đầu bắn những người trên đường phố, sau đó họ bắt đầu nhắm vào Hazaras. Phụ nữ bị hãm hiếp, và hàng nghìn người bị nhốt trong các thùng chứa và bị bỏ mặc cho chết ngạt. Cuộc thanh trừng sắc tộc này khiến khoảng 5.000 đến 6.000 người chết. Tại thời điểm này, mười nhà ngoại giao Iran và một nhà báo đã thiệt mạng. Iran cho rằng Taliban đã sát hại họ, đồng thời huy động quân đội, triển khai binh lính dọc biên giới với Afghanistan. Đến giữa tháng 9, đã có 250.000 nhân viên Iran đóng quân ở biên giới. Pakistan đứng ra làm trung gian và các thi thể đã được trao trả cho Tehran vào cuối tháng. Vụ sát hại các nhà ngoại giao được Sipah-e-Sahaba, một nhóm người Sunni Pakistan có quan hệ chặt chẽ với ISI thực hiện. Họ đốt phá vườn cây ăn trái, hoa màu và phá hủy hệ thống tưới tiêu, và buộc hơn 100.000 người phải rời khỏi nhà của họ với hàng trăm đàn ông, phụ nữ và trẻ em vẫn chưa được giải cứu.
Trong một nỗ lực lớn nhằm chiếm lại Đồng bằng Shomali ở phía bắc Kabul từ Mặt trận Thống nhất, Taliban đã giết hại dân thường một cách bừa bãi, đồng thời truy tận gốc và trục xuất người dân. Trong số những người khác, Kamal Hossein, một phóng viên đặc biệt của LHQ, đã báo cáo về những tội ác này và những tội ác chiến tranh khác. Tại Istalif, một thị trấn nổi tiếng với những sản phẩm gốm thủ công và là nơi sinh sống của hơn 45.000 người, Taliban đã thông báo trước 24 giờ để người dân rời đi, sau đó san bằng hoàn toàn thị trấn khiến người dân trở nên nghèo khổ.
Năm 1999, thị trấn Bamian bị chiếm, hàng trăm người đàn ông, phụ nữ và trẻ em bị hành quyết. Những ngôi nhà bị san bằng và một số bị sử dụng để lao động cưỡng bức. Một vụ thảm sát khác đã diễn ra tại thị trấn Yakaolang vào tháng 1 năm 2001. Ước tính có khoảng 300 người đã bị sát hại, cùng với hai phái đoàn gồm các trưởng lão Hazara đã cố gắng can thiệp.
Đến năm 1999, Taliban đã buộc hàng trăm nghìn người tại Đồng bằng Shomali và các khu vực khác tiến hành chính sách tiêu thổ, đốt nhà, đất nông nghiệp và vườn tược.

### Buôn người
Một số chỉ huy của Taliban và al-Qaeda đã điều hành một mạng lưới buôn người, bắt cóc phụ nữ dân tộc thiểu số và bán họ làm nô lệ tình dục ở Afghanistan và Pakistan. Tạp chí Time viết: "Taliban thường cho rằng những hạn chế mà họ đặt ra đối với phụ nữ thực chất là một cách tôn trọng và bảo vệ người khác phái. Hành vi của Taliban trong sáu năm họ mở rộng quyền cai trị ở Afghanistan đã làm cho tuyên bố đó trở thành sự nhạo báng. "
Các mục tiêu buôn người đặc biệt là phụ nữ từ Tajik, Uzbek, Hazara và các nhóm dân tộc không phải Pashtun khác ở Afghanistan. Một số phụ nữ thà tự tử hơn là trở thành nô lệ, đã tự sát. Trong một cuộc tấn công của Taliban và al-Qaeda vào năm 1999 chỉ riêng ở Đồng bằng Shomali, hơn 600 phụ nữ đã bị bắt cóc. Các chiến binh al-Qaeda Ả Rập và Pakistan, cùng với lực lượng Taliban địa phương, buộc họ vào xe tải và xe buýt. Tạp chí Time viết: "Dấu vết của những phụ nữ Shomali mất tích dẫn đến Jalalabad, cách biên giới Pakistan không xa. Tại đó, theo lời kể của những người chứng kiến, những người phụ nữ bị nhốt trong trại Sar Shahi trên sa mạc. Những người đáng mong muốn hơn trong số họ đã được chọn và lấy đi. Một số được chở đến Peshawar với sự đồng lõa rõ ràng của lính biên phòng Pakistan. Những người khác được đưa đến Khost, nơi bin Laden có một số trại huấn luyện. " Các quan chức từ các cơ quan cứu trợ cho biết, dấu vết của nhiều phụ nữ mất tích dẫn đến Pakistan, nơi họ bị bán vào các nhà thổ hoặc vào các hộ gia đình tư nhân để bị giam giữ làm nô lệ.
Không phải tất cả các chỉ huy Taliban đều tham gia vào hoạt động buôn người. Nhiều người Taliban đã phản đối các hoạt động buôn người do al-Qaeda và các chỉ huy Taliban khác tiến hành. Nuruludah, một chỉ huy của Taliban, được trích dẫn nói rằng tại Đồng bằng Shomali, anh ta và 10 người của mình đã giải thoát một số phụ nữ đang bị các thành viên Pakistan của al-Qaeda bắt cóc. Tại Jalalabad, các chỉ huy địa phương của Taliban đã giải thoát những phụ nữ đang bị các thành viên Ả Rập của al-Qaeda giam giữ trong một trại.

### Đàn áp phụ nữ

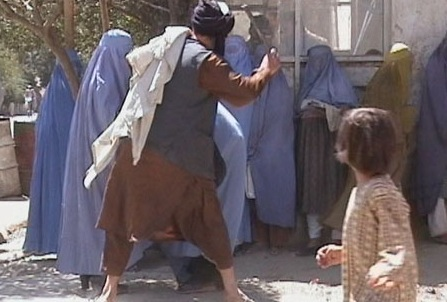
Cảnh sát tôn giáo Taliban đánh đập một phụ nữ ở Kabul vào ngày 26 tháng 8 năm 2001.

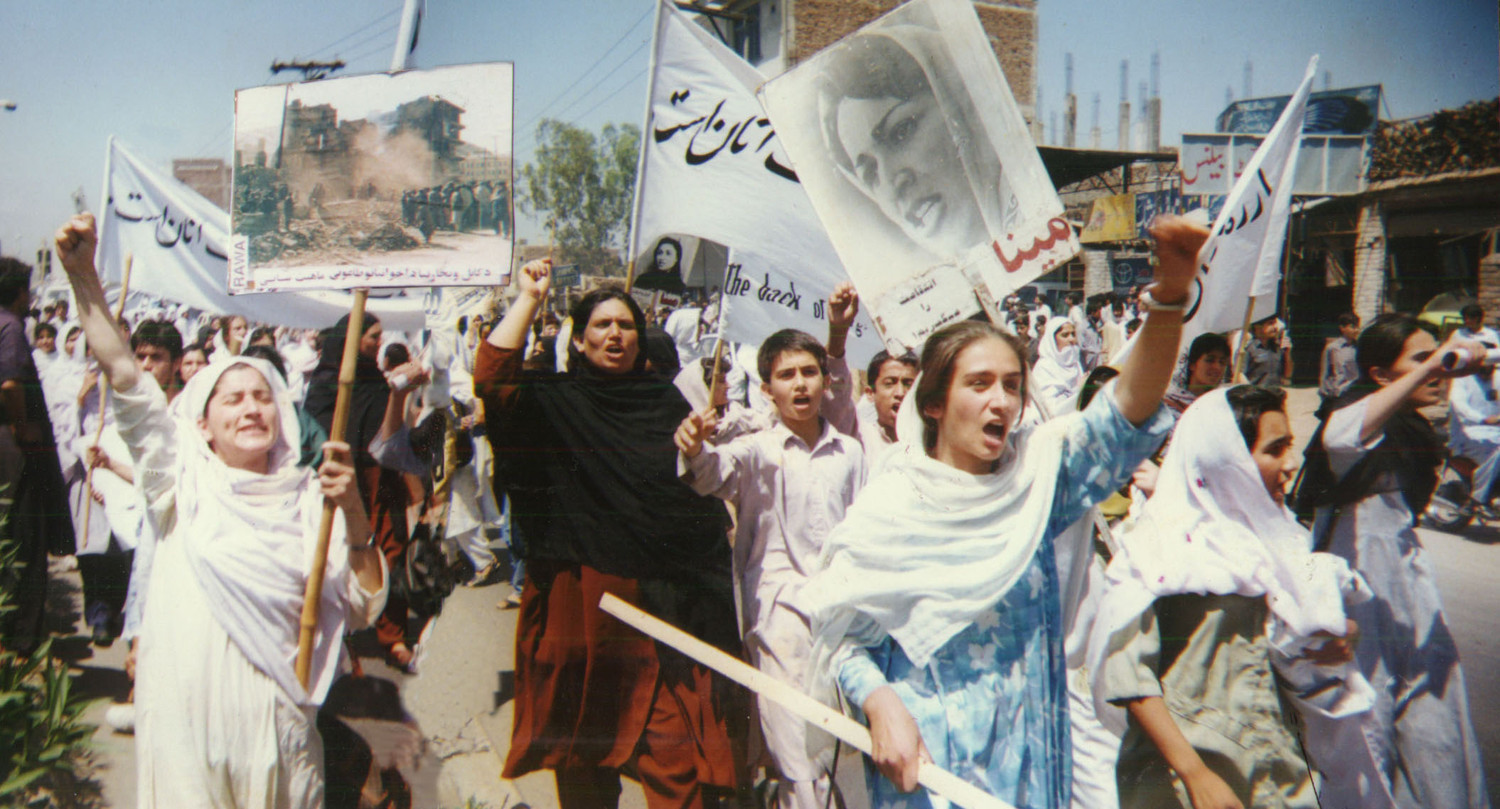
Các thành viên của Hiệp hội Cách mạng Phụ nữ Afghanistan phản đối Taliban, ở Peshawar, Pakistan năm 1998

Sự đàn áp tàn bạo đối với phụ nữ đã diễn ra phổ biến dưới thời Taliban và phải đối mặt với sự lên án đáng kể của quốc tế. Cảnh sát tôn giáo đã lạm dụng vô số lần và thực thi một cách thô bạo. Ví dụ, Taliban đã ban hành các sắc lệnh cấm phụ nữ được học hành, buộc các cô gái phải rời trường học và cao đẳng. Phụ nữ rời khỏi nhà bắt buộc phải có người thân nam đi cùng và bắt buộc phải mặc burqa, một loại trang phục truyền thống che toàn bộ cơ thể ngoại trừ một khe nhỏ để nhìn ra ngoài. Những người bị buộc tội không tuân theo đã bị đánh đập công khai. Một phụ nữ trẻ tên là Sohaila bị buộc tội ngoại tình sau khi đi dạo với một người đàn ông không phải là họ hàng; Cô ấy đã bị đưa ra phạt công khai ở sân vận động Ghazi, bị đánh 100 roi. Việc làm của nữ giới bị hạn chế trong lĩnh vực y tế, nơi các nhân viên y tế nam bị cấm chữa bệnh cho phụ nữ và trẻ em gái. Lệnh cấm rộng rãi này đối với việc sử dụng phụ nữ đã dẫn đến việc đóng cửa trên diện rộng các trường tiểu học, vì hầu hết các giáo viên trước khi Taliban trỗi dậy đều là phụ nữ, càng hạn chế quyền tiếp cận giáo dục không chỉ đối với trẻ em gái mà còn cả trẻ em trai. Các hạn chế trở nên đặc biệt nghiêm trọng sau khi Taliban nắm quyền kiểm soát thủ đô. Ví dụ, vào tháng 2 năm 1998, cảnh sát tôn giáo buộc tất cả phụ nữ ra khỏi đường phố Kabul và ban hành các quy định mới yêu cầu mọi người bôi đen cửa sổ của họ để phụ nữ không bị nhìn thấy từ bên ngoài.

### Bạo lực đối với dân thường
Theo Liên Hợp Quốc, Taliban và các đồng minh của nó là nguyên nhân gây ra 76% thương vong cho dân thường ở Afghanistan trong năm 2009, 75% vào năm 2010 và 80% vào năm 2011.
Theo Tổ chức Theo dõi Nhân quyền, các vụ đánh bom của Taliban và các cuộc tấn công khác đã dẫn đến thương vong dân sự "leo thang mạnh mẽ vào năm 2006" khi "ít nhất 669 dân thường Afghanistan thiệt mạng trong ít nhất 350 cuộc tấn công vũ trang, hầu hết trong số đó dường như được thực hiện có chủ ý tập trung vào những người không tham chiến. "
Liên Hợp Quốc báo cáo rằng số dân thường bị giết bởi cả Taliban và lực lượng ủng hộ chính phủ trong cuộc chiến đã tăng gần 50% từ năm 2007 đến năm 2009. Số lượng dân thường cao bị Taliban giết chết một phần là do Taliban sử dụng ngày càng nhiều các thiết bị nổ tự tạo (IED), "ví dụ, 16 IED đã được Taliban đưa vào các trường học nữ sinh".
Năm 2009, Đại tá Richard Kemp, trước đây là Tư lệnh lực lượng Anh tại Afghanistan và là điều phối viên tình báo của chính phủ Anh, đã đưa ra những điểm tương đồng giữa chiến thuật và chiến lược của Hamas ở Gaza với chiến lược của Taliban. Kemp đã viết:
Giống như Hamas ở Gaza, Taliban ở miền nam Afghanistan là những bậc thầy trong việc ẩn nấp phía sau dân thường và sau đó hòa tan vào trong số họ. Phụ nữ và trẻ em được huấn luyện và trang bị để chiến đấu, thu thập thông tin tình báo, vận chuyển vũ khí và đạn dược giữa các trận chiến. Nữ đánh bom liều chết ngày càng phổ biến. Việc sử dụng phụ nữ để che chắn cho các tay súng khi họ giao chiến với các lực lượng NATO hiện nay đã trở nên bình thường đến mức nó được coi là hầu như không đáng được bình luận. Trường học và nhà ở thường xuyên có người ẩn nấp. Lính bắn tỉa trú ẩn trong những ngôi nhà chật kín phụ nữ và trẻ em.— Richard Kemp, Commander of British forces in Afghanistan

### Phân biệt đối xử với người theo đạo Hindu và đạo Sikh
Những người theo đạo Hindu và đạo Sikh đã sống ở Afghanistan từ những thời kỳ lịch sử và là một dân tộc thiểu số nổi bật ở Afghanistan và là những người nổi bật và phát triển về mặt học thuật và kinh doanh. Sau Nội chiến Afghanistan, họ bắt đầu di cư đến Ấn Độ và các quốc gia khác. Sau khi chế độ Taliban chiếm đóng ở Afghanistan, họ áp đặt luật Sharia nghiêm ngặt và sau đó bắt đầu phân biệt đối xử với họ và dân số theo đạo Hindu và đạo Sikh giảm với tốc độ rất nhanh, đó là do họ di cư sang thế giới phương Tây. Taliban ban hành các sắc lệnh cấm người không theo đạo Hồi xây dựng nơi thờ tự nhưng cho phép họ thờ phượng tại các thánh địa hiện có, cấm người không theo đạo Hồi chỉ trích người Hồi giáo, ra lệnh cấm người không theo đạo Hồi xác định rõ nhà của họ bằng cách đặt một tấm vải màu vàng trên mái nhà, cấm những người không theo đạo Hồi sống cùng nơi cư trú với những người theo đạo Hồi, và yêu cầu phụ nữ không theo đạo Hồi phải mặc một chiếc váy màu vàng có dấu hiệu đặc biệt để người Hồi giáo có thể giữ khoảng cách. Theo lệnh này, chủ yếu áp dụng cho người theo đạo Hindu và đạo Sikh. 

### Bạo lực đối với nhân viên cứu trợ và người theo Kitô giáo
Taliban từ năm 2008 đến 2012 nhiều lần tuyên bố đã ám sát các nhân viên y tế hoặc nhân viên cứu trợ phương Tây và Afghanistan ở Afghanistan, vì sợ tiêm vắc xin bại liệt cho trẻ em, hoặc vì nghi ngờ rằng các 'nhân viên y tế' là gián điệp, hoặc vì nghi ngờ họ truyền đạo Ki tô.
Vào tháng 8 năm 2008, ba phụ nữ phương Tây (Anh, Canada, Mỹ) làm việc cho nhóm cứu trợ 'Ủy ban cứu hộ quốc tế' đã bị sát hại ở Kabul. Taliban tuyên bố đã giết họ vì họ là gián điệp nước ngoài. Vào tháng 10 năm 2008, người phụ nữ người Anh Gayle Williams làm việc cho tổ chức từ thiện Phục vụ Afghanistan - tập trung vào đào tạo và giáo dục cho người khuyết tật - đã bị sát hại gần Kabul. Taliban tuyên bố họ giết cô vì tổ chức của cô "đang rao giảng đạo Cơ đốc ở Afghanistan". Trong tất cả năm 2008 cho đến tháng 10, 29 nhân viên cứu trợ, 5 trong số đó không phải là người Afghanistan, đã thiệt mạng tại Afghanistan.
Vào tháng 8 năm 2010, Taliban tuyên bố đã sát hại 10 nhân viên y tế đi qua tỉnh Badakhshan trên đường từ Kabul đến tỉnh Nuristan - nhưng cả đảng Hồi giáo Afghanistan / lực lượng dân quân Hezb-e Islami Gulbuddin đã tuyên bố các vụ giết người đó. Các nạn nhân là sáu người Mỹ, một người Anh, một người Đức và hai người Afghanistan, làm việc cho "tổ chức Cơ đốc giáo phi lợi nhuận" tự xưng là 'Phái đoàn hỗ trợ quốc tế' (IAM). Taliban cho biết họ đã sát hại họ vì theo đạo Cơ đốc giáo, họ đã sở hữu những cuốn Kinh thánh được dịch sang tiếng Dari khi họ bị bắt. IAM sau đó đã tranh luận rằng họ "không phải là người truyền giáo".
Vào tháng 12 năm 2012, các tay súng không rõ danh tính đã giết 4 nữ nhân viên phụ trách chống bại liệt của LHQ ở Karachi, Pakistan; Các phương tiện truyền thông phương Tây cho rằng có mối liên hệ với sự phản đối thẳng thắn của Taliban và những nghi ngờ về 'tiêm phòng bại liệt' như vậy. Cuối cùng vào năm 2012, một chỉ huy Taliban người Pakistan ở Bắc Waziristan, Pakistan đã cấm tiêm vắc-xin bại liệt, và vào tháng 3 năm 2013, chính phủ Afghanistan buộc phải đình chỉ các nỗ lực tiêm chủng từ tỉnh Nuristan vì ảnh hưởng lớn của Taliban trong tỉnh. Tuy nhiên, vào tháng 5 năm 2013, các nhà lãnh đạo Taliban đã thay đổi lập trường của họ về việc tiêm phòng bại liệt, nói rằng vắc xin này là cách duy nhất để ngăn ngừa bệnh bại liệt và họ sẽ làm việc với các tình nguyện viên tiêm chủng miễn là những người bị bại liệt "không thiên vị" và "hài hòa với các điều kiện khu vực, giá trị Hồi giáo và truyền thống văn hóa địa phương. "

### Hạn chế giáo dục hiện đại
Trước khi Taliban lên nắm quyền, giáo dục được coi trọng ở Afghanistan và Đại học Kabul đã thu hút sinh viên từ khắp châu Á và Trung Đông. Tuy nhiên, Taliban đã áp đặt các hạn chế đối với giáo dục hiện đại, cấm giáo dục nữ giới và chỉ khuyến khích các trường tôn giáo Hồi giáo và việc giảng dạy Kinh Qur'an. Khoảng một nửa số trường học ở Afghanistan đã bị phá hủy. Taliban đã thực hiện các cuộc tấn công tàn bạo đối với giáo viên và học sinh và đưa ra những lời đe dọa đối với phụ huynh và giáo viên. Theo báo cáo của UNICEF năm 1998, 9/10 trẻ em gái và 2/3 trẻ em trai không đăng ký học tại trường. Đến năm 2000, ít hơn 4-5% trẻ em Afghanistan được học ở cấp tiểu học và thậm chí còn ít hơn ở cấp trung học và đại học. Các cuộc tấn công nhằm vào các cơ sở giáo dục, học sinh và giáo viên cũng như việc cưỡng bức thực thi các giáo lý Hồi giáo vẫn tiếp tục ngay cả sau khi Taliban rút đi. Vào tháng 12/2017, Văn phòng Điều phối các Vấn đề Nhân đạo của Liên Hợp Quốc (OCHA) báo cáo rằng hơn 1.000 trường học đã bị phá hủy, hư hại hoặc chiếm đóng và 100 giáo viên và học sinh đã bị Taliban giết hại.

### Diệt chủng văn hóa
Taliban đã gây ra tội ác diệt chủng về văn hóa cho người dân Afghanistan bằng cách phá hủy các văn bản, đồ tạo tác và tác phẩm điêu khắc lịch sử và văn hóa của họ.
Năm 1992, Taliban tấn công và cướp phá Bảo tàng Quốc gia Afghanistan, lấy mất đi 70% trong số 100.000 hiện vật về văn hóa và lịch sử Afghanistan.
Vào ngày 11 tháng 8 năm 1998, Taliban đã phá hủy Thư viện Công cộng Puli Khumri. Thư viện chứa hơn 55.000 cuốn sách và các bản thảo cũ và được người Afghanistan coi là một trong những bộ sưu tập có giá trị và đẹp nhất về quốc gia và văn hóa của họ.
Vào ngày 2 tháng 3 năm 2001, các tượng Phật tại Bamiyan bị phá hủy bằng thuốc nổ, theo lệnh của thủ lĩnh Mullah Omar. Vào tháng 10 cùng năm, Taliban đã phá hủy ít nhất 2.750 tác phẩm nghệ thuật cổ đại tại Bảo tàng Quốc gia Afghanistan.
Afghanistan có một nền văn hóa âm nhạc phong phú, nơi âm nhạc đóng một vai trò quan trọng trong các chức năng xã hội như sinh đẻ và kết hôn và cũng đóng một vai trò lớn trong việc thống nhất một quốc gia đa dạng về sắc tộc. Tuy nhiên, kể từ khi lên nắm quyền và ngay cả sau khi bị lật đổ, Taliban đã cấm tất cả các loại âm nhạc bao gồm cả âm nhạc dân gian văn hóa và đã tấn công và giết một số nhạc sĩ.

### Cấm các hoạt động vui chơi và giải trí
Trong thời kỳ cai trị của Taliban những năm 1996–2001, họ đã cấm nhiều hoạt động và trò chơi giải trí, chẳng hạn như bóng đá, thả diều và cờ vua. Các hoạt động giải trí thông thường như ti vi, rạp chiếu phim, âm nhạc, VCR và các đĩa vệ tinh cũng bị cấm. Có thông tin cho rằng khi trẻ em bị bắt gặp đi thả diều, vốn rất phổ biến ở Afghanistan, chúng sẽ bị đánh đập. Cũng nằm trong danh sách các mặt hàng bị cấm là "nhạc cụ và phụ kiện" và tất cả các hình ảnh đại diện của sinh vật sống.

## Hệ tư tưởng
Hệ tư tưởng của Taliban đã được mô tả là một "hình thức sáng tạo của sharia kết hợp các tục lệ của bộ lạc Pashtun", hoặc Pashtunwali, với cách diễn giải Hồi giáo cực đoan của người Deobandi được JUI và các nhóm chia rẽ của nó ưa chuộng. Hệ tư tưởng của họ là sự rời bỏ chủ nghĩa Hồi giáo của những người cai trị mujahideen chống Liên Xô và các phần tử Hồi giáo cực đoan lấy cảm hứng từ Sayyid Qutb (Ikhwan).
Theo nhà báo Ahmed Rashid, ít nhất trong những năm đầu cầm quyền, Taliban đã áp dụng Deobandi và các tín ngưỡng chống chủ nghĩa dân tộc của người Hồi giáo, đồng thời phản đối "cấu trúc bộ lạc và phong kiến", loại bỏ các thủ lĩnh bộ lạc hoặc phong kiến truyền thống khỏi vai trò lãnh đạo.
Taliban thực thi nghiêm túc hệ tư tưởng của họ tại các thành phố lớn như Herat, Kabul và Kandahar. Nhưng ở các khu vực nông thôn, Taliban có ít quyền kiểm soát trực tiếp, và thúc đẩy các jirga trong làng, vì vậy nó không thực thi tư tưởng của mình một cách nghiêm ngặt tại các vùng nông thôn.

### Các quy tắc Hồi giáo (Deobandi)
Chế độ Taliban giải thích luật Sharia phù hợp với trường phái luật học Hồi giáo Hanafi và các sắc lệnh tôn giáo của Mullah Omar.  Taliban cấm thịt lợn và rượu, nhiều loại công nghệ tiêu dùng như âm nhạc, truyền hình, quay phim, và Internet, cũng như hầu hết các hình thức nghệ thuật như tranh vẽ hoặc nhiếp ảnh, nam và nữ tham gia thể thao, bao gồm bóng đá và cờ vua;  hoạt động giải trí như thả diều và nuôi chim bồ câu hoặc các vật nuôi khác cũng bị cấm, và chim đã bị giết theo phán quyết của Taliban.  Rạp chiếu phim đã bị đóng cửa và chuyển đổi công năng sử dụng lại thành nhà thờ Hồi giáo.  Lễ mừng năm mới của phương Tây và Iran bị cấm.  Chụp ảnh và trưng bày ảnh hoặc chân dung bị cấm, vì nó bị Taliban coi là một hình thức thờ hình tượng.  Phụ nữ bị cấm đi làm, con gái bị cấm đến trường hoặc đại học, được yêu cầu phải đi xem các buổi purdah và được người thân nam đi kèm bên ngoài hộ gia đình của họ; những người vi phạm những hạn chế này sẽ bị trừng phạt.  Đàn ông bị cấm cạo râu và bắt buộc phải để râu mọc và dài theo ý thích của Taliban, đồng thời mặc turban bên ngoài hộ gia đình của họ.  Việc cầu nguyện là bắt buộc và những người không tôn trọng nghĩa vụ tôn giáo sau khi diễn ra lễ hội đã bị bắt.  Cờ bạc bị cấm, và những tên trộm bị trừng phạt bằng cách cắt cụt tay hoặc chân.  Năm 2000, thủ lĩnh Taliban Mullah Omar chính thức cấm trồng cây thuốc phiện và buôn bán ma túy ở Afghanistan;  Taliban đã thành công trong việc gần như xóa sổ phần lớn sản lượng thuốc phiện (99%) vào năm 2001. Dưới sự quản lý của Taliban ở Afghanistan, cả người sử dụng và buôn bán ma túy đều bị truy tố nghiêm khắc. 
Taliban nhấn mạnh giấc mơ như một phương tiện mặc khải. Người Shia ở Afghanistan chủ yếu bao gồm nhóm dân tộc Hazara, chiếm gần 10% dân số Afghanistan và bị đàn áp trong thời kỳ Taliban cai trị. Tuy nhiên, một số tín đồ Hồi giáo dòng Shiite đã ủng hộ sự cai trị của Taliban, chẳng hạn như Ustad Muhammad Akbari. Trong những năm gần đây, Taliban đã cố gắng lấy lòng người Shiite, bổ nhiệm một giáo sĩ Shiite làm thống đốc khu vực và tuyển dụng người Hazaras để chống lại ISIL-KP, nhằm tách mình khỏi danh tiếng giáo phái trong quá khứ của họ và cải thiện quan hệ với chính phủ Shiite của Iran.
Cùng với những người Hồi giáo dòng Shiite, cộng đồng Cơ đốc giáo nhỏ bé cũng bị Taliban khủng bố. Vào tháng 5 năm 2001, Taliban tuyên bố sẽ ép dân số theo đạo Hindu của Afghanistan phải đeo các huy hiệu trên quần áo, điều này được so sánh với việc đối xử với người Do Thái ở Đức Quốc xã. Người Sikh ở Afghanistan thường được Taliban khoan dung hơn so với người Shiite, người theo đạo Hindu và đạo Cơ đốc. Những người Do Thái cuối cùng còn lại của Afghanistan trong thời kỳ cai trị của họ, Zablon Simintov và Isaac Levy, đều phải ngồi tù vì liên tục "tranh cãi" nhưng sau đó được ra tù khi các quan chức Taliban tỏ ra khó chịu với lập luận của họ.
Taliban không thích tranh luận giáo lý với những người Hồi giáo khác. "Taliban không cho phép các phóng viên Hồi giáo đặt câu hỏi về các sắc lệnh [của họ] hoặc thảo luận về cách diễn giải Kinh Qur'an."

### Ảnh hưởng văn hóa Pashtun
Taliban thường xuyên sử dụng truyền thống bộ lạc Pashtun tiền Hồi giáo, Pashtunwali, để quyết định một số vấn đề xã hội. Đó là trường hợp của tập tục Pashtun về việc chia đều thừa kế cho các con trai, mặc dù Kinh Qur'an nói rõ rằng phụ nữ được nhận một nửa phần của đàn ông.
Theo Ali A. Jalali và Lester Grau, Taliban "đã nhận được sự ủng hộ rộng rãi từ người Pashtun trên khắp đất nước, những người nghĩ rằng phong trào này có thể khôi phục lại sự thống trị quốc gia của họ. Ngay cả những trí thức Pashtun ở phương Tây, những người có suy nghĩ khác với Taliban trong nhiều vấn đề, cũng bày tỏ sự ủng hộ đối với phong trào này trên cơ sở thuần túy dân tộc. "

### Tượng Phật Bamyan

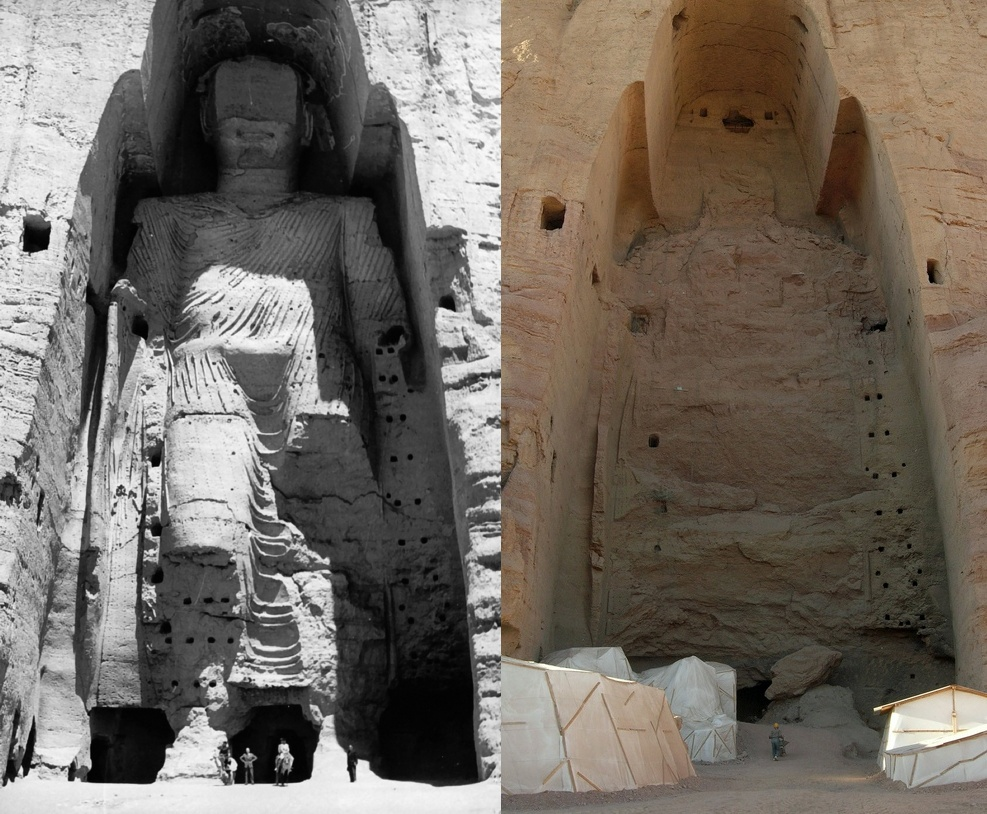
Tượng Phật cao vào năm 1963 và năm 2008 sau khi bị phá hủy

Năm 1999, Mullah Omar đã ban hành một sắc lệnh bảo vệ bức tượng Phật ở Bamyan, hai bức tượng Phật đồ sộ được chạm khắc vào mặt bên của một vách đá ở Bamyan thung lũng trong Hazarajat khu vực miền trung Afghanistan vào thế kỷ thứ 6. Nhưng vào tháng 3 năm 2001, các bức tượng đã bị Taliban của Mullah Omar phá hủy, theo một sắc lệnh nêu rõ: "tất cả các bức tượng xung quanh Afghanistan phải bị phá hủy."
Yahya Massoud, anh trai của thủ lĩnh phe chống Taliban và Ahmad Shah Massoud, nhớ lại sự việc sau vụ phá hủy các bức tượng Phật ở Bamyan:
Đó là mùa xuân năm 2001. Tôi đang ở Thung lũng Panjshir của Afghanistan, cùng với anh trai tôi Ahmad Shah Massoud, lãnh đạo của cuộc kháng chiến Afghanistan chống lại Taliban, và Bismillah Khan, người hiện đang giữ chức Bộ trưởng Nội vụ Afghanistan. Một trong những chỉ huy của chúng tôi, Chỉ huy Momin, muốn chúng tôi đi thăm 30 chiến binh Taliban đã bị bắt làm con tin sau một cuộc đấu súng. Anh trai tôi đã đồng ý gặp họ.
Tôi nhớ rằng câu hỏi đầu tiên của anh ấy liên quan đến những bức tượng Phật hàng thế kỷ đã bị Taliban cho đập phá vào tháng 3 năm đó, ngay trước cuộc gặp của chúng tôi. Hai chiến binh Taliban từ Kandahar đã tự tin trả lời rằng việc thờ cúng bất cứ thứ gì không phải Hồi giáo là không thể chấp nhận được và do đó những bức tượng này phải bị phá hủy. Anh trai tôi nhìn họ và nói, lần này bằng tiếng Pashto, 'Vẫn còn nhiều người thờ Mặt Trời ở đất nước này. Bạn cũng sẽ cố gắng đập bỏ nốt Mặt Trời và gieo rắc bóng tối trên Trái đất chứ?'

### Tính nhất quán
Hệ tư tưởng của Taliban không hề cố định. Trước khi chiếm được Kabul, các thành viên của Taliban đã nói về việc tránh sang một bên khi một chính phủ của "những người Hồi giáo tốt" lên nắm quyền và luật pháp cũng như trật tự được khôi phục. Quá trình ra quyết định của Taliban ở Kandahar được mô phỏng theo hội đồng bộ lạc Pashtun (jirga), cùng với những gì được cho là mô hình Hồi giáo sơ khai. Tiếp theo là cuộc thảo luận xây dựng sự đồng thuận của các tín đồ.
Khi sức mạnh của Taliban lớn mạnh, Mullah Omar đưa ra các quyết định mà không hề tham khảo ý kiến của jirga và không có chuyến thăm của Omar đến các vùng khác của đất nước. Ông đã đến thăm thủ đô Kabul chỉ hai lần khi còn nắm quyền. Phát ngôn viên Taliban Mullah Wakil giải thích:
- Các quyết định dựa trên lời khuyên của Amir-ul Momineen. Đối với chúng tôi, việc tham khảo ý kiến là không cần thiết. Chúng tôi tin rằng điều này phù hợp với Sharia. Chúng tôi tuân theo quan điểm của Amir ngay cả khi anh ấy chỉ có một mình quan điểm này. Sẽ không có một nguyên thủ quốc gia. Thay vào đó sẽ là một Amir al-Mu'minin. Mullah Omar sẽ là người có thẩm quyền cao nhất và chính phủ sẽ không thể thực hiện bất kỳ quyết định nào mà ông ta không đồng ý. Các cuộc tổng tuyển cử không phù hợp với Sharia và do đó chúng tôi từ chối chúng.[303]

Một sự phát triển khác của hệ tư tưởng Taliban là sắc lệnh năm 1999 của Mullah Omar kêu gọi bảo vệ các bức tượng Phật ở Bamyan và lại phá hủy chúng vào tháng 3 năm 2001.

### Giải thích

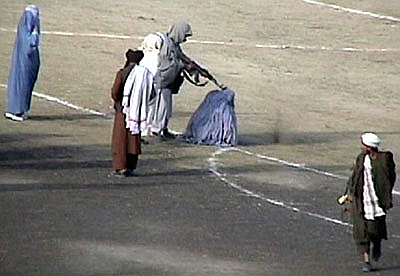
Tháng 11 năm 1999 vụ hành quyết công khai ở Kabul đối với một bà mẹ 5 con bị kết tội giết chồng bằng rìu khi anh ta đang ngủ.

Tác giả Ahmed Rashid cho rằng sự tàn phá và gian khổ của cuộc xâm lược của Liên Xô và thời kỳ sau đó đã ảnh hưởng đến hệ tư tưởng của Taliban. Người ta nói rằng Taliban không bao gồm các học giả được học về luật và lịch sử Hồi giáo. Các sinh viên tị nạn, lớn lên trong một xã hội hoàn toàn là nam giới, không chỉ không được học về toán học, khoa học, lịch sử hoặc địa lý, mà còn không có kỹ năng truyền thống về nông nghiệp, chăn gia súc hoặc sản xuất thủ công mỹ nghệ, thậm chí không có kiến thức về dòng họ bộ lạc và thị tộc của mình. Trong một môi trường như vậy, chiến tranh có nghĩa là việc làm, hòa bình có nghĩa là thất nghiệp. Thống trị phụ nữ chỉ đơn giản là khẳng định bản lĩnh đàn ông. Đối với sự lãnh đạo của họ, chủ nghĩa cơ yếu cứng nhắc không chỉ là vấn đề nguyên tắc mà còn là sự sống còn về mặt chính trị. Các nhà lãnh đạo Taliban "nhiều lần nói với" Rashid rằng "nếu họ cho phụ nữ tự do hơn hoặc có cơ hội đi học, họ sẽ mất đi sự ủng hộ của cấp dưới."

### Chỉ trích
Taliban đã bị chỉ trích vì sự nghiêm khắc của họ đối với những người không tuân theo các quy tắc áp đặt của họ, và việc Mullah Omar nắm giữ danh hiệu Amir al-Mu'minin.
Mullah Omar đã bị chỉ trích vì tự gọi mình là Amir al-Mu'minin với lý do ông thiếu học thức, phả hệ bộ lạc hoặc mối liên hệ với gia đình của Nhà tiên tri. Việc lấy danh hiệu theo truyền thống đòi hỏi sự ủng hộ của tất cả các ulema của đất nước, trong khi chỉ khoảng 1.200 người Mullah ủng hộ Pashtun Taliban tuyên bố Omar là Amir. Theo Ahmed Rashid, "không người Afghanistan nào sử dụng tước hiệu này kể từ năm 1834, khi Vua Dost Mohammed Khan nhận tước hiệu này trước khi ông tuyên bố thánh chiến chống lại vương quốc Sikh ở Peshawar. Nhưng Dost Mohammed đang chiến đấu với người nước ngoài, trong khi Omar tuyên bố thánh chiến chống lại những người Afghanistan khác. "
Một lời chỉ trích khác về việc Taliban gọi mức thuế 20% của họ đối với các xe tải chở thuốc phiện là "zakat", theo truyền thống khoản thuế này chỉ giới hạn ở 2,5% thu nhập khả dụng (hoặc của cải) của những người trả zakat.
Taliban đã được so sánh với người Kharijite thế kỷ thứ 7 vì đã phát triển các học thuyết cực đoan khiến họ khác biệt với cả người Hồi giáo dòng Sunni và Shiʿa chính thống. Người Kharijite đặc biệt được chú ý vì đã áp dụng một cách tiếp cận triệt để đối với takfir, theo đó họ tuyên bố những người Hồi giáo khác là những kẻ không tin vào Chúa và do đó coi những người đó là đáng chết.
Đặc biệt, Taliban đã bị buộc tội takfir đối với Shia. Sau cuộc tàn sát vào tháng 8 năm 1998, phần lớn là người Shia Hazaras không tham chiến tại Mazar-i-Sharif, Mullah Niazi, chỉ huy cuộc tấn công của Taliban và là thống đốc mới của Mazar, đã tuyên bố từ nhà thờ Hồi giáo trung tâm của Mazar:
- Năm ngoái các bạn đã nổi dậy chống lại chúng tôi và giết chúng tôi. Từ tất cả các ngôi nhà của bạn, bạn đã bắn vào chúng tôi. Bây giờ chúng tôi ở đây để giải quyết các bạn. Những người Hazara không phải là người Hồi giáo và bây giờ chúng tôi phải giết những người Hazara. Bạn chấp nhận trở thành người Hồi giáo hoặc rời khỏi Afghanistan. Bất cứ nơi nào bạn đi, chúng tôi sẽ bắt được bạn. Nếu bạn đi lên, chúng tôi sẽ túm chân kéo bạn xuống; nếu bạn ẩn bên dưới, chúng tôi sẽ túm tóc kéo bạn lên.[311]

## Quản lý

### Lãnh đạo
Cho đến khi qua đời vào năm 2013, Mullah Mohammed Omar là chỉ huy tối cao của Taliban. Mullah Akhtar Mansour được bầu làm người thay thế anh ta vào năm 2015, và sau khi Mansour bị giết trong một cuộc tấn công bằng máy bay không người lái của Hoa Kỳ vào tháng 5 năm 2016, Mawlawi Hibatullah Akhundzada trở thành lãnh đạo của Taliban.

### Tổng quan
Taliban ban đầu có được thái độ thiện chí từ những người Afghanistan đã mệt mỏi vì sự tham nhũng, tàn bạo và chiến đấu không ngừng của các lãnh chúa. Thiện chí này không phổ biến, đặc biệt là ở những người không phải là người Pashtun.
Năm 2001, Taliban, de jure, kiểm soát 85% Afghanistan. Trên thực tế, các khu vực thuộc quyền kiểm soát trực tiếp của nó chủ yếu là các thành phố và đường cao tốc lớn của Afghanistan. Các hãn của bộ lạc và lãnh chúa trên thực tế có quyền kiểm soát trực tiếp đối với nhiều thị trấn nhỏ, làng mạc và khu vực nông thôn.

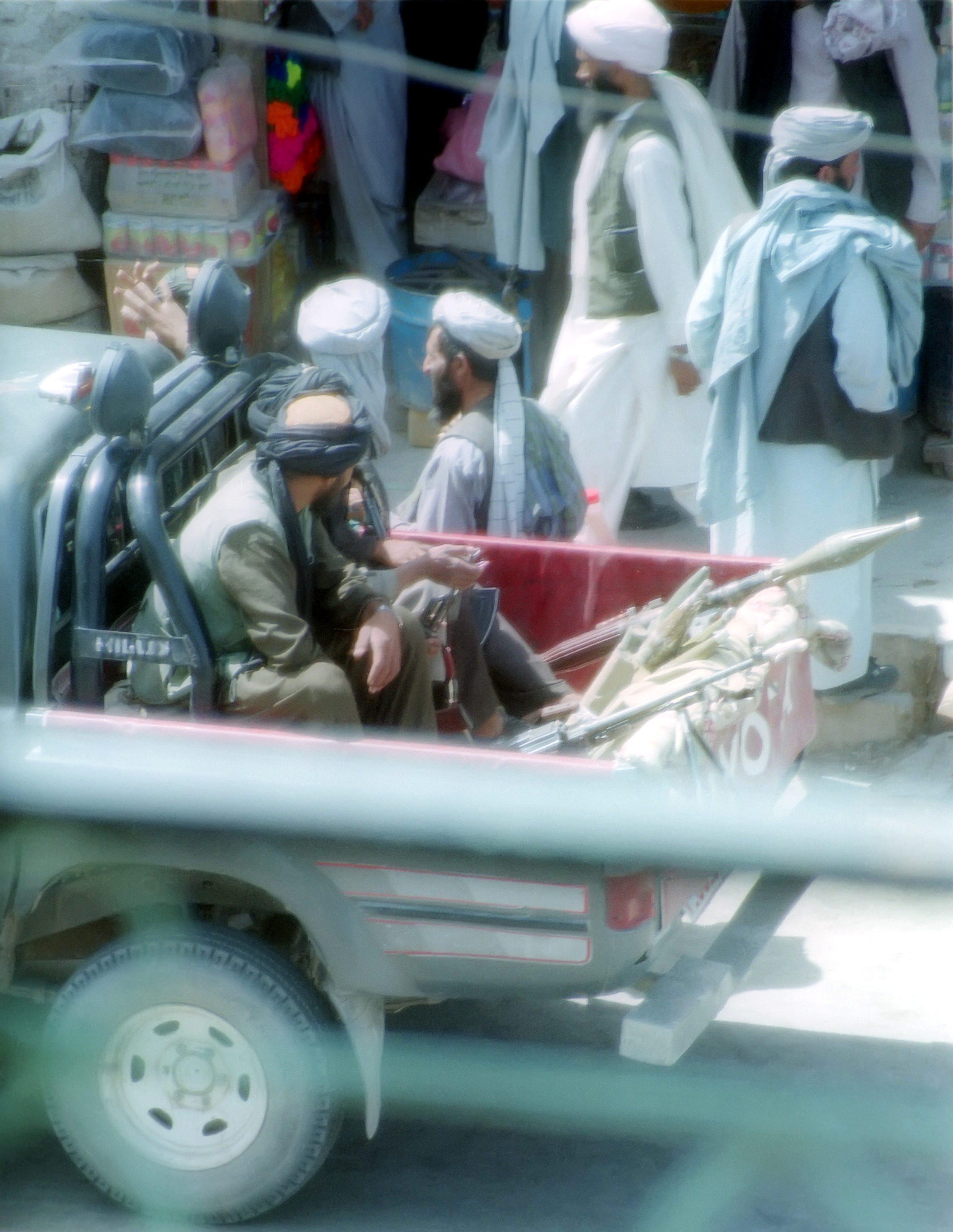
Cảnh sát Taliban tuần tra trên đường phố Herat trong một chiếc xe bán tải

Rashid mô tả chính phủ Taliban là "một hội kín do Kandaharis điều hành... bí ẩn, bí mật và độc tài." Họ đã không tổ chức bầu cử, như phát ngôn viên của họ giải thích:
The Sharia does not allow politics or political parties. That is why we give no salaries to officials or soldiers, just food, clothes, shoes, and weapons. We want to live a life like the Prophet lived 1400 years ago, and jihad is our right. We want to recreate the time of the Prophet, and we are only carrying out what the Afghan people have wanted for the past 14 years.

Họ đã mô hình hóa quá trình ra quyết định của mình trên hội đồng bộ lạc Pashtun (jirga), cùng với những gì họ tin là mô hình Hồi giáo sơ khai. Tiếp theo là cuộc thảo luận xây dựng sự đồng thuận của các "tín đồ". Trước khi chiếm được Kabul, có tin đồn nói về việc tránh sang một bên khi một chính phủ của "những người Hồi giáo tốt" lên nắm quyền, luật pháp và trật tự được khôi phục.
Khi quyền lực của Taliban trở nên lớn mạnh, Mullah Omar đưa ra các quyết định mà không tham khảo ý kiến của jirga và không tham khảo các vùng khác của đất nước. Ông đã đến thăm thủ đô Kabul chỉ hai lần khi còn nắm quyền. Thay vì một cuộc bầu cử, tính hợp pháp của nhà lãnh đạo của họ đến từ lời thề trung thành ("Bay'ah"), mô phỏng theo Nhà tiên tri và bốn vị Caliph đầu tiên. Vào ngày 4 tháng 4 năm 1996, Mullah Omar đã lấy "Áo choàng của nhà tiên tri Mohammed" từ ngôi đền lần đầu tiên sau 60 năm. Gói mình trong tấm áo choàng này, ông đã xuất hiện trên nóc một tòa nhà ở trung tâm của Kandahar trong khi hàng trăm mullah người Pashtun ở dưới hét lên "Amir al-Mu'minin!" (Chỉ huy của những người trung thành), trong một cam kết ủng hộ. Phát ngôn viên Taliban Mullah Wakil giải thích:
Các quyết định dựa trên lời khuyên của Amir-ul Momineen. Đối với chúng tôi, việc tham khảo ý kiến là không cần thiết. Chúng tôi tin rằng điều này phù hợp với Sharia. Chúng tôi tuân theo quan điểm của Amir ngay cả khi chỉ có một mình ông ấy đưa ra quan điểm này. Sẽ không có một nguyên thủ quốc gia. Thay vào đó sẽ là một Amir al-Mu'minin. Mullah Omar sẽ là người có thẩm quyền cao nhất, và chính phủ sẽ không thể thực hiện bất kỳ quyết định nào mà ông ấy không đồng ý. Tổng tuyển cử không tương thích với Sharia và do đó chúng tôi từ chối thực hiện.

Taliban rất miễn cưỡng chia sẻ quyền lực, và vì trong hàng ngũ của họ người Pashtun chiếm vị thế áp đảo nên họ đã cai trị với tư cách là lãnh chúa đối với hơn 60% người Afghanistan từ các nhóm sắc tộc khác. Trong chính quyền địa phương, chẳng hạn như hội đồng thành phố Kabul hoặc Herat, những người trung thành với Taliban, không phải người dân địa phương, thống trị, ngay cả khi Taliban nói tiếng Pashto không thể giao tiếp với khoảng một nửa dân số nói tiếng Dari hoặc những người không nói tiếng Pashtun. Các nhà phê bình phàn nàn rằng "sự thiếu đại diện địa phương trong chính quyền đô thị đã khiến Taliban có vẻ giống như một lực lượng chiếm đóng."

### Tổ chức
Phù hợp với sự quản lý của những người Hồi giáo đầu tiên, vốn là sự thiếu vắng của các thể chế nhà nước hoặc "một phương pháp luận để chỉ huy và kiểm soát" là tiêu chuẩn ngày nay ngay cả giữa các quốc gia không bị phương Tây hóa. Taliban không đưa ra thông cáo báo chí, tuyên bố chính sách hay tổ chức các cuộc họp báo thường xuyên. Thế giới bên ngoài và hầu hết người Afghanistan thậm chí không biết các nhà lãnh đạo của họ trông như thế nào, vì việc chụp ảnh bị cấm. "Quân đội chính quy" giống như lashkar hoặc lực lượng dân quân bộ lạc truyền thống với chỉ 25.000 người (trong đó 11.000 người không phải là người Afghanistan).
Các bộ trưởng và đại biểu trong nội các là những người có "nền giáo dục madrasah". Một số người trong số họ, chẳng hạn như Bộ trưởng Bộ Y tế và Thống đốc Ngân hàng Nhà nước, chủ yếu là các chỉ huy quân sự, những người rời bỏ các chức vụ hành chính của họ để chiến đấu khi cần thiết. Những cuộc đảo ngược quân sự đã khiến họ bị mắc kẹt lại hoặc dẫn đến cái chết của họ đã làm gia tăng sự hỗn loạn trong chính quyền quốc gia. Ở cấp quốc gia, "tất cả các quan chức cấp cao người Tajik, Uzbek và Hazara" đều được thay thế "bằng người Pashtun, cho dù có đủ tiêu chuẩn hay không." Do đó, các bộ "nói chung đã ngừng hoạt động."
Bộ Tài chính không có ngân sách hay "chuyên gia kinh tế hay chủ ngân hàng có trình độ". Mullah Omar lấy và phát tiền mặt mà không cần sổ sách kế toán.

### Nhập ngũ
Theo lời khai của những người bị bắt giữ ở Guantanamo trước Tòa án xét duyệt tình trạng chiến đấu của họ, Taliban, ngoài việc bắt những nam giới nhập ngũ, còn bắt cả những người đàn ông tham gia vào dịch vụ dân sự.

## Kinh tế
Thị trường tiền tệ Kabul phản ứng tích cực trong những tuần đầu tiên Taliban chiếm đóng (1996). Nhưng tiền Afghani nhanh chóng bị mất giá trị. Taliban đánh thuế 50% đối với bất kỳ công ty nào hoạt động trong nước, và những ai không trả thuế được sẽ bị tấn công. Taliban cũng đánh thuế nhập khẩu 6% đối với bất cứ thứ gì được đưa vào trong nước, và đến năm 1998 đã kiểm soát được các sân bay chính và các cửa khẩu biên giới, điều này cho phép họ thiết lập độc quyền đối với mọi hoạt động thương mại. Đến năm 2001 thu nhập bình quân đầu người của 25 triệu người còn dưới 200 đô la, và đất nước gần như sụp đổ hoàn toàn về kinh tế. Tính đến năm 2007, nền kinh tế đã bắt đầu phục hồi, với dự trữ ngoại hối ước tính là 3 tỷ đô la và tốc độ tăng trưởng kinh tế tăng 13%.

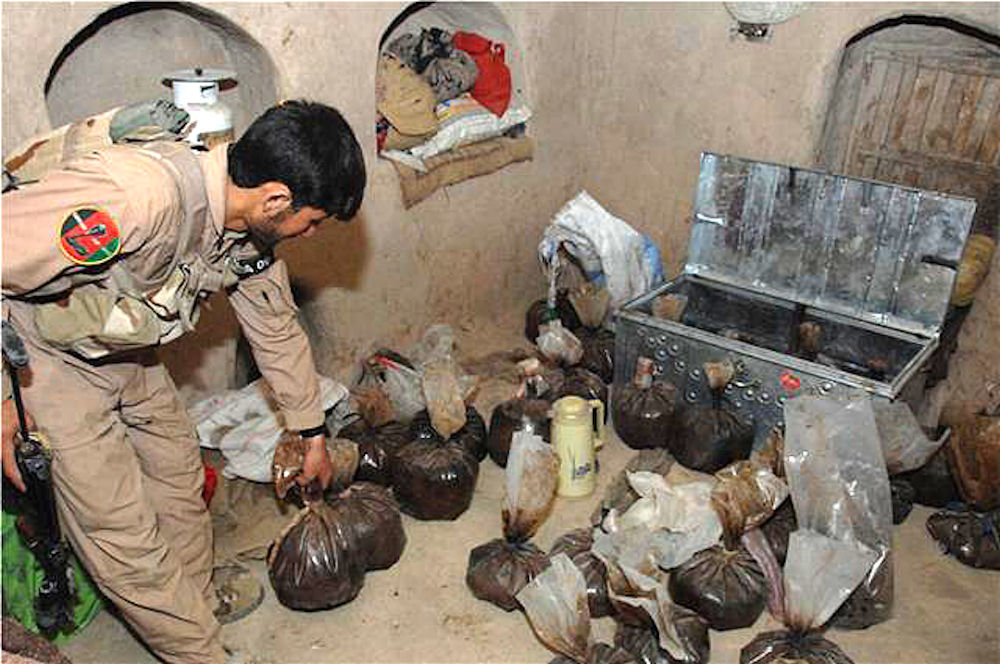
Thuốc phiện trong nhà kho an toàn của Taliban ở Helmand

Theo hiệp ước Quá cảnh giữa Afghanistan và Pakistan, một mạng lưới buôn lậu khổng lồ đã phát triển. Nó có doanh thu ước tính là 2,5 tỷ đô la với Taliban nhận được từ 100 triệu đến 130 triệu đô la Mỹ mỗi năm. Các hoạt động này cùng với hoạt động buôn bán từ Lưỡi liềm vàng đã tài trợ cho cuộc chiến ở Afghanistan và cũng có tác dụng phụ là phá hủy các ngành công nghiệp mới thành lập ở Pakistan. Ahmed Rashid cũng giải thích rằng Thương mại quá cảnh Afghanistan được Pakistan đồng ý là "nguồn thu chính thức lớn nhất của Taliban."
Giữa năm 1996 và 1999 Mullah Omar đảo ngược ý kiến của mình về việc buôn bán ma túy, rõ ràng vì nó chỉ gây hại đến kafirs. Taliban kiểm soát 96% các cánh đồng anh túc của Afghanistan và biến thuốc phiện trở thành nguồn đánh thuế lớn nhất. Thuế xuất khẩu thuốc phiện trở thành một trong những nguồn thu chính của Taliban và nền kinh tế thời chiến của họ. Theo Rashid, "tiền bán ma túy đã tài trợ vũ khí, đạn dược và nhiên liệu cho chiến tranh." Trên tờ New York Times, Bộ trưởng Tài chính của Mặt trận Thống nhất, Wahidullah Sabawoon, tuyên bố Taliban không có ngân sách hàng năm nhưng họ "dường như chi 300 triệu USD mỗi năm, gần như tất cả cho chiến tranh." Ông nói thêm rằng Taliban ngày càng dựa vào ba nguồn tiền: "cây thuốc phiện, người Pakistan và bin Laden."
Về phương diện kinh tế, có vẻ như Omar có ít sự lựa chọn, vì cuộc chiến tranh tiêu hao tiếp tục kéo dài với Liên minh phương Bắc, thu nhập từ việc tiếp tục sản xuất thuốc phiện là tất cả những gì giúp đất nước này thoát khỏi nạn đói. Đến năm 2000, Afghanistan chiếm khoảng 75% nguồn cung thuốc phiện của thế giới và vào năm 2000, ước tính đã trồng được 3276 tấn thuốc phiện từ việc trồng cây thuốc phiện trên 82.171 ha đất. Vào thời điểm này, Omar đã thông qua một sắc lệnh cấm trồng cây thuốc phiện, và sản lượng đã giảm xuống ước tính 74 tấn từ việc trồng cây thuốc phiện trên 1.685 ha. Nhiều nhà quan sát cho rằng lệnh cấm - vốn được đưa ra nhằm đòi hỏi sự công nhận của quốc tế tại Liên Hợp Quốc - chỉ được ban hành nhằm mục đích tăng giá thuốc phiện và tăng lợi nhuận từ việc bán các kho dự trữ thuốc phiện lớn hiện có sẵn. Năm 1999 Afghanistan đã thu được một vụ mùa kỷ lục và tiếp theo là một vụ thu hoạch năm 2000 thấp hơn nhưng vẫn lớn. Taliban tiếp tục buôn bán kho thuốc phiện đã tích lũy được trong năm 2000 và 2001. Năm 2002, LHQ đã đề cập đến "sự tồn tại của một lượng lớn thuốc phiện được tích lũy trong những năm thu hoạch bội thu trước đây." Vào tháng 9 năm 2001 - trước cuộc tấn công ngày 11 tháng 9 chống lại Hoa Kỳ - Taliban được cho là đã ra lệnh cho nông dân Afghanistan gieo hạt thuốc phiện một lần nữa.
Ngoài ra còn có thiệt hại về môi trường đối với đất nước này. Nạn phá rừng là rất nghiêm trọng do buôn bán gỗ trái phép với hàng trăm mẫu rừng thông và tuyết tùng ở tỉnh Kunar và Paktya bị phá sạch. Trên khắp đất nước, hàng triệu mẫu đất rừng đã bị khai thác để cung cấp gỗ cho thị trường Pakistan, và không có nỗ lực tái trồng rừng, điều này đã dẫn đến thiệt hại môi trường đáng kể. Đến năm 2001, khi Chính quyền lâm thời Afghanistan nắm quyền, cơ sở hạ tầng của đất nước đã đổ nát, Viễn thông thất bại, mạng lưới đường bộ bị phá hủy và một số tòa nhà của Bộ Tài chính rơi vào tình trạng hư hỏng đến mức một số tòa nhà đang bên bờ vực sụp đổ. Vào ngày 6 tháng 7 năm 1999, khi đó tổng thống Bill Clinton đã ký sắc lệnh hành pháp số 13129 có hiệu lực. Lệnh này đã thực hiện một lệnh cấm hoàn toàn đối với bất kỳ hoạt động buôn bán nào giữa Mỹ và chế độ Taliban và vào ngày 10 tháng 8, họ đã đóng băng 5 triệu bảng Anh tài sản của hãng hàng không Ariana. Vào ngày 19 tháng 12 năm 2000, nghị quyết 1333 của Liên hợp quốc đã được thông qua. Nội dung nghị quyết kêu gọi đóng băng tất cả tài sản và đóng cửa bất kỳ văn phòng nào thuộc về Taliban trên tất cả các bang của Mỹ. Điều này bao gồm các văn phòng của Ariana Afghanistan Airlines. Năm 1999, LHQ đã thông qua nghị quyết 1267 cấm tất cả các chuyến bay quốc tế của Ariana ngoài các sứ mệnh nhân đạo đã được phê duyệt trước.
Theo đơn kiện, được đệ trình vào tháng 12 năm 2019 tại Tòa án Quận DC thay mặt cho các gia đình Gold Star, một số nhà thầu quốc phòng Hoa Kỳ liên quan đến Afghanistan đã thực hiện "các khoản thanh toán tiền bảo kê" bất hợp pháp cho Taliban, tài trợ cho một "cuộc nổi dậy khủng bố do Taliban lãnh đạo" mà đã giết chết hoặc làm bị thương hàng ngàn người Mỹ ở Afghanistan. Năm 2009, Ngoại trưởng Hillary Clinton khi đó nói rằng "tiền bảo kê" là "một trong những nguồn tài trợ chính cho Taliban."

## Quan hệ quốc tế
Trong thời gian nắm quyền (1996–2001), khi ở đỉnh cao thống trị 90% diện tích Afghanistan, chế độ Taliban, hay "Các Tiểu vương quốc Hồi giáo của Afghanistan", chỉ được ba quốc gia: Các Tiểu vương quốc Ả Rập Thống nhất, Pakistan và Ả Rập Xê-út công nhận ngoại giao., tất cả các nước này đều cung cấp viện trợ đáng kể cho Taliban. Các quốc gia khác, bao gồm cả Liên Hợp Quốc, đã công nhận chính phủ của Nhà nước Hồi giáo Afghanistan (1992–2002) (các bộ phận của Mặt trận thống nhất, còn được gọi là Liên minh phương Bắc) là chính phủ hợp pháp của Afghanistan. Về quan hệ với phần còn lại của thế giới, Tiểu vương quốc Afghanistan của Taliban giữ chính sách biệt lập: "Taliban tin tưởng vào việc không can thiệp vào công việc của các quốc gia khác và tương tự mong muốn không có sự can thiệp từ bên ngoài vào công việc nội bộ của đất nước mình". 

### Cấp quốc gia

#### Ả rập Xê út
Ả rập Xê út đã bị cáo buộc hỗ trợ Taliban. Trong một bức điện ngoại giao tháng 12 năm 2009 gửi đến các nhân viên Bộ Ngoại giao Hoa Kỳ (được công khai trong vụ rò rỉ điện tín ngoại giao vào năm sau), Ngoại trưởng Hoa Kỳ Hillary Clinton kêu gọi các nhà ngoại giao Hoa Kỳ tăng cường nỗ lực ngăn chặn tiền từ các quốc gia Ả Rập vùng Vịnh chuyển cho những kẻ khủng bố ở Pakistan và Afghanistan, viết rằng "Các nhà tài trợ ở Ả rập Xê út là nguồn tài trợ quan trọng nhất cho các nhóm khủng bố Sunni trên toàn thế giới" và "Cần phải làm nhiều hơn nữa vì Ả rập Xê út vẫn là cơ sở hỗ trợ tài chính quan trọng cho al-Qaeda, Taliban, LeT và các nhóm khủng bố khác."

#### Ấn Độ
Ấn Độ đã không công nhận chế độ Taliban ở Afghanistan và thay vào đó duy trì quan hệ chiến lược và quân sự chặt chẽ với Liên minh phương Bắc để kiềm chế sự trỗi dậy của Taliban trong những năm 1990. Ấn Độ là một trong những đồng minh thân cận nhất của cựu tổng thống Afghanistan Mohammad Najibullah và lên án mạnh mẽ việc Taliban hành quyết công khai ông. Pakistan và các nhóm chiến binh có trụ sở tại Kashmir được cho là có quan hệ với Taliban trong lịch sử đã từng tham gia vào cuộc nổi dậy ở Kashmir nhằm chống lại lực lượng an ninh Ấn Độ.
Vào tháng 12 năm 1999, Chuyến bay 814 của Hãng hàng không Ấn Độ trên đường từ Kathmandu đến Delhi đã bị cướp và đưa đến Kandahar. Taliban đã di chuyển dân quân đến gần chiếc máy bay bị cướp, được cho là để ngăn lực lượng đặc biệt Ấn Độ tấn công chiếc máy bay, đồng thời khiến các cuộc đàm phán giữa Ấn Độ và không tặc bị đình trệ trong nhiều ngày. Tờ New York Times sau đó đưa tin rằng có những mối liên hệ đáng tin cậy giữa những kẻ không tặc và Taliban. Là một phần của thỏa thuận giải phóng máy bay, Ấn Độ đã thả ba chiến binh. Taliban đã dành một lối đi an toàn cho những tên không tặc và các chiến binh được thả.
Sau vụ không tặc, Ấn Độ đã tăng cường nỗ lực để giúp Massoud, cung cấp một kho chứa vũ khí ở Dushanbe, Tajikistan. Ấn Độ cũng cung cấp nhiều loại thiết bị chiến tranh tầm cao, kỹ thuật viên trực thăng, dịch vụ y tế và tư vấn chiến thuật. Theo một báo cáo, hỗ trợ quân sự của Ấn Độ cho lực lượng chống Taliban tổng cộng 70 USD triệu, bao gồm năm máy bay trực thăng Mil Mi-17, và thiết bị độ cao trị giá 8 triệu đô la Mỹ năm 2001. Ấn Độ ủng hộ rộng rãi chính quyền mới ở Afghanistan, dẫn đầu một số dự án tái thiết và đến năm 2001 đã trở thành nhà tài trợ khu vực lớn nhất của nước này.
Trước các cuộc tấn công khủng bố ở Ấn Độ, ngày càng có nhiều lo ngại về việc các tổ chức theo chủ nghĩa chính thống như Taliban đang tìm cách mở rộng hoạt động sang Ấn Độ. Trong giải ICC Cricket World Cup 2011 được đồng tổ chức tại Ấn Độ, Bộ trưởng Nội vụ Pakistan Rehman Malik và Giám đốc Interpol Ronald Noble tiết lộ rằng một âm mưu khủng bố nhằm phá vỡ giải đấu đã bị phá sản; Sau cuộc hội đàm với Noble, Malik nói rằng Taliban đã bắt đầu đặt cơ sở hoạt động của họ ở Ấn Độ với các báo cáo từ các nước láng giềng tiết lộ các hoạt động của họ ở nước này và một kẻ khủng bố Sri Lanka có kế hoạch nhắm vào những người chơi cricket đã bị bắt ở Colombo. Năm 2009, tờ Times of India kêu gọi Ấn Độ đánh giá lại mối đe dọa Taliban của mình.
Năm 2012, Taliban nói rằng họ muốn có quan hệ thân tình với Ấn Độ, và ca ngợi Ấn Độ vì đã chống lại việc Mỹ kêu gọi can dự quân sự nhiều hơn vào Afghanistan.

#### Hoa Kỳ

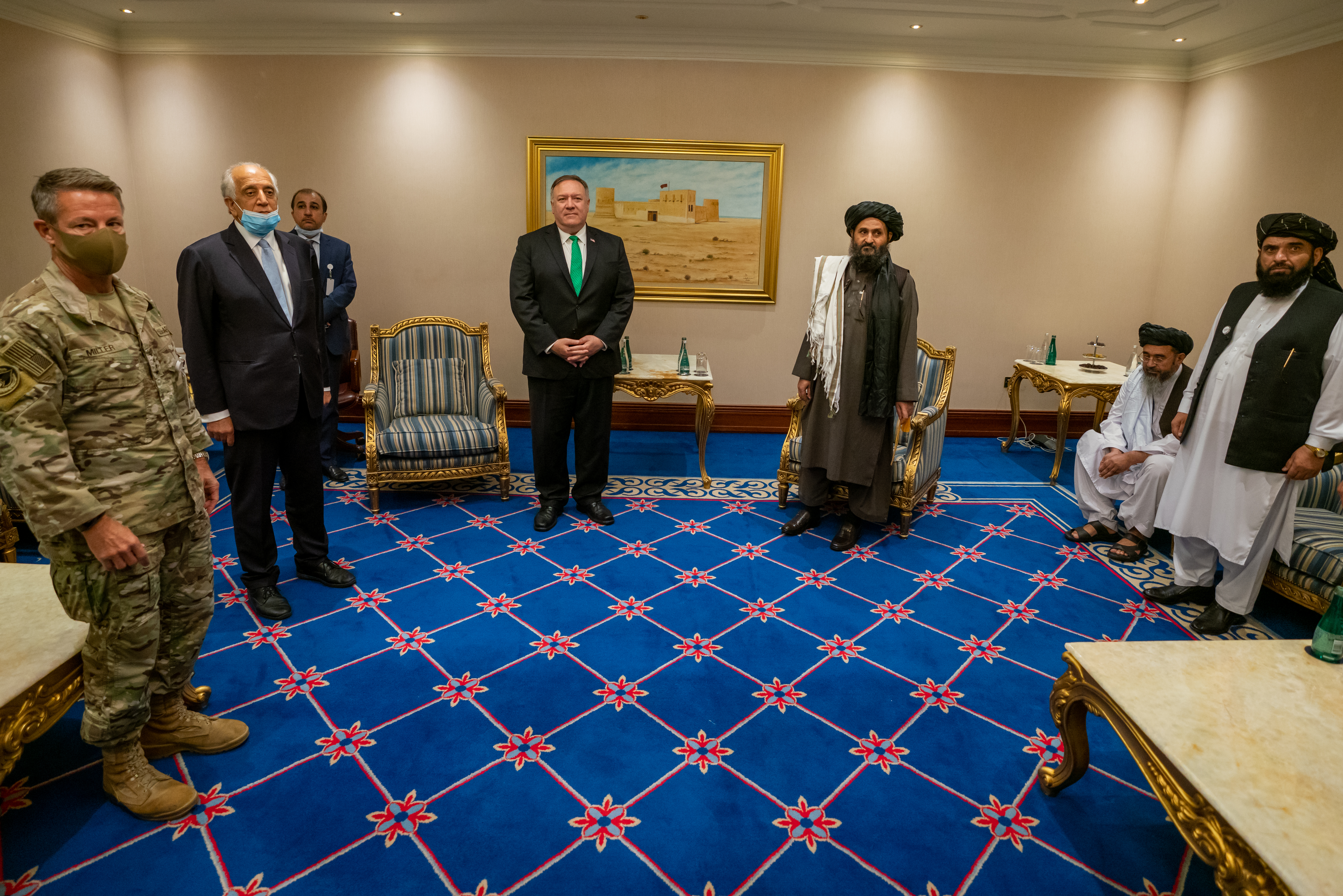
Ngoại trưởng Mỹ Mike Pompeo gặp phái đoàn Taliban tại Doha, Qatar, ngày 12 tháng 9 năm 2020

Hoa Kỳ chưa bao giờ công nhận chính phủ Taliban ở Afghanistan. Ahmed Rashid nói rằng Mỹ đã gián tiếp hỗ trợ Taliban thông qua đồng minh của họ ở Pakistan từ năm 1994 đến 1996 vì Washington coi Taliban là người chống Iran, chống người Shia và có khả năng thân phương Tây. Washington cũng hy vọng rằng Taliban sẽ hỗ trợ sự phát triển do công ty dầu khí Unocal có trụ sở tại Mỹ lên kế hoạch. Ví dụ, không có bình luận gì khi Taliban bắt Herat vào năm 1995 và trục xuất hàng nghìn nữ sinh khỏi trường học. Cuối năm 1997, Ngoại trưởng Mỹ Madeleine Albright bắt đầu tách Mỹ khỏi Taliban, và công ty dầu mỏ Unocal có trụ sở tại Mỹ rút khỏi các cuộc đàm phán về xây dựng đường ống từ Trung Á.
Một ngày trước khi bắt giữ Mazar vào tháng 8 năm 1998, các tay chân của bin Laden đã đánh bom hai đại sứ quán Mỹ ở châu Phi, giết chết 224 người và bị thương 4.500 người, chủ yếu là người châu Phi. Mỹ đáp trả bằng cách phóng tên lửa hành trình vào các trại nghi khủng bố ở Afghanistan, giết chết hơn 20 người mặc dù không tiêu diệt được bin Laden hoặc thậm chí nhiều thành viên Al-Qaeda. Mullah Omar lên án vụ tấn công tên lửa và Tổng thống Mỹ Bill Clinton. Ả Rập Xê Út trục xuất đặc phái viên Taliban để phản đối việc từ chối lật tẩy bin Laden, và sau khi Mullah Omar bị cáo buộc xúc phạm hoàng gia Ả Rập Xê Út. Vào giữa tháng 10, Hội đồng Bảo an Liên Hợp Quốc đã bỏ phiếu nhất trí cấm các chuyến bay máy bay thương mại đến và đi từ Afghanistan, đồng thời đóng băng các tài khoản ngân hàng của nước này trên toàn thế giới.
Điều chỉnh chiến lược chống nổi dậy, vào tháng 10 năm 2009, Mỹ công bố kế hoạch thanh toán tiền cho các chiến binh Taliban để họ đổi phe.

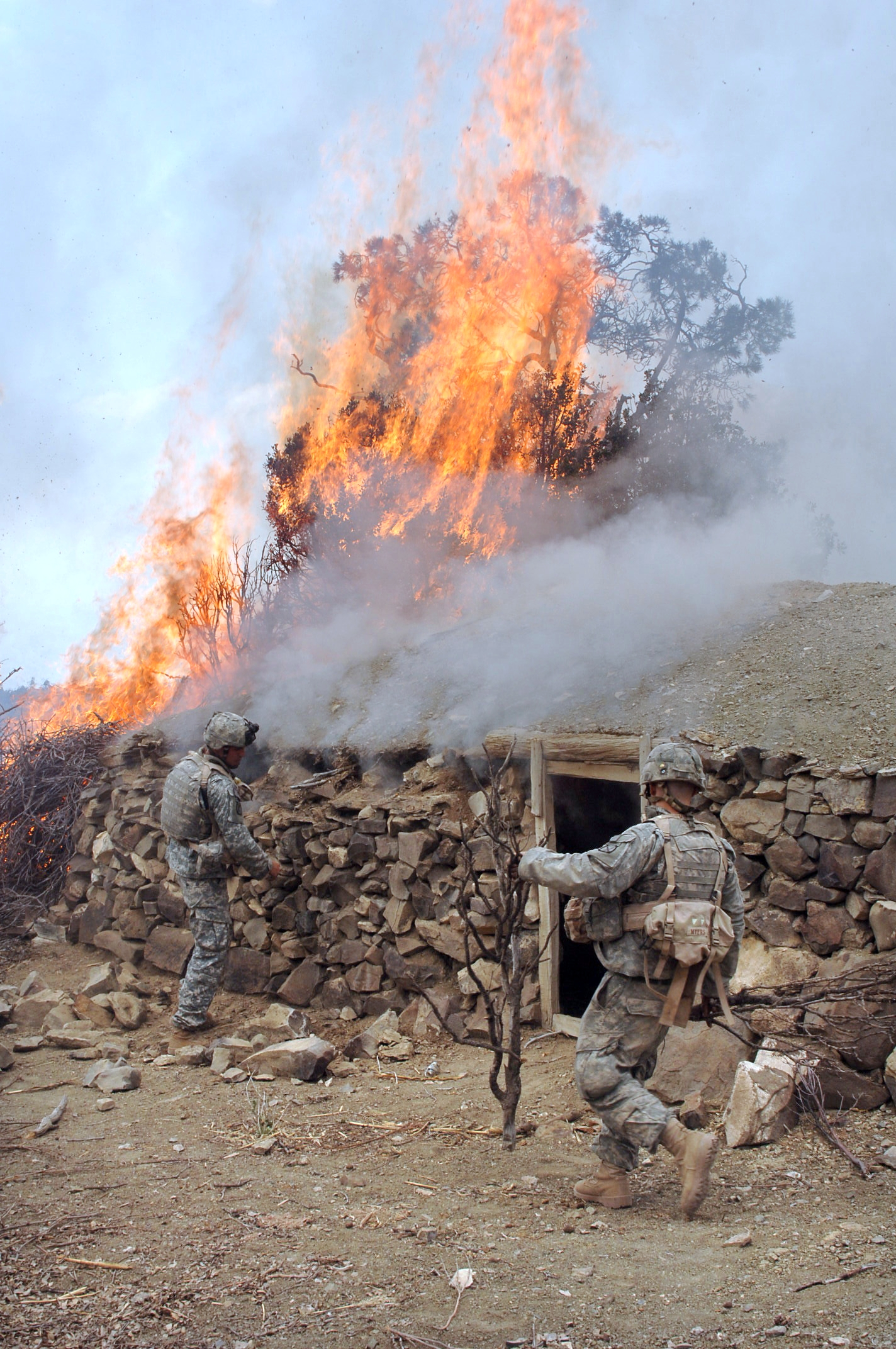
Lính Mỹ đốt một ngôi nhà nghi là của Taliban.

Vào ngày 26 tháng 11 năm 2009, trong một cuộc phỏng vấn với Christiane Amanpour của CNN, Tổng thống Hamid Karzai nói rằng có "nhu cầu khẩn cấp" để đàm phán với Taliban và nói rõ rằng chính quyền Obama đã phản đối các cuộc đàm phán như vậy. Không có phản ứng chính thức của Mỹ về việc này.
Vào tháng 12 năm 2009, Asian Times Online đưa tin rằng Taliban đã đề nghị cung cấp cho Mỹ "sự đảm bảo pháp lý" rằng họ sẽ không cho phép Afghanistan được sử dụng để tấn công các nước khác. Không có phản ứng chính thức của Mỹ về việc này.
Vào ngày 6 tháng 12, các quan chức Mỹ cho biết rằng họ không loại trừ các cuộc đàm phán với Taliban. Vài ngày sau, có thông tin cho rằng Gates nhìn thấy khả năng hòa giải với Taliban, nhưng không phải với Al-Qaeda. Hơn nữa, ông nói rằng hòa giải sẽ chấm dứt về mặt chính trị cuộc nổi dậy và chiến tranh. Nhưng ông cho biết việc hòa giải phải dựa trên các điều khoản của chính phủ Afghanistan, và Taliban phải tuân theo chủ quyền của chính phủ.
Năm 2010, Tướng McChrystal cho biết việc tăng quân của ông có thể dẫn đến một cuộc đàm phán hòa bình với Taliban.
Trong một cuộc phỏng vấn với Palgrave Macmillan về mối quan hệ giữa Mỹ và Taliban, Tiến sĩ học người Mỹ Jonathan Cristol lập luận rằng các nhà lãnh đạo Taliban "sẵn sàng đàm phán, nhưng từ một vị thế có sức mạnh tương đối và mục tiêu của họ không còn là mối quan hệ nồng ấm với Hoa Kỳ — con tàu đó đã ra khơi từ lâu. " Vào tháng 3 năm 2020, Mỹ bắt đầu rút quân dần dần theo thỏa thuận hòa bình với Taliban.
Vào ngày 29 tháng 2 năm 2020, chính quyền Trump đã ký một thỏa thuận hòa bình có điều kiện với Taliban, với nội dung sẽ rút quân đội nước ngoài trong 14 tháng nếu Taliban duy trì các điều khoản của thỏa thuận.

#### Iran
Iran trong lịch sử là kẻ thù của Taliban. Đầu tháng 8/1998, sau khi tấn công thành phố Mazar-i-Sharif, lực lượng Taliban đã giết hại hàng nghìn dân thường và 11 quan chức ngoại giao và tình báo Iran trong lãnh sự quán Iran. Các sóng vô tuyến thu thập được cho thấy Mullah Omar đích thân phê chuẩn vụ giết người. Trong cuộc khủng hoảng sau đó giữa Iran và Taliban, chính phủ Iran đã tập trung tới 200.000 quân chính quy ở biên giới Afghanistan-Iran. Chiến tranh cuối cùng đã được ngăn chặn.
Nhiều quan chức quân sự cấp cao của Hoa Kỳ như Robert Gates, Stanley McChrystal, David Petraeus và những người khác tin rằng Quân đoàn Vệ binh Cách mạng Hồi giáo Iran đã tham gia giúp đỡ Taliban ở một mức độ nhất định trong thập kỷ đầu tiên của thế kỷ 21. Các báo cáo trong đó các quốc gia NATO cáo buộc Iran cung cấp và huấn luyện một số phiến quân Taliban bắt đầu được đưa ra kể từ năm 2004/2005.
Chúng tôi đã đánh chặn một chuyến hàng, không nghi ngờ gì về nòng cốt của Lực lượng Vệ binh Cách mạng Hồi giáo - Lực lượng Quds, thông qua một người điều phối Taliban được biết đến. Ba trong số các cá nhân đã thiệt mạng... 48 quả rocket 122 mm đã bị đánh chặn với nhiều thành phần khác nhau của chúng... Người Iran chắc chắn đứng xem khi họ gây khó khăn hơn cho cuộc sống của chúng tôi nếu Afghanistan bất ổn. Chúng tôi không có mối quan hệ như vậy với người Iran. Đó là lý do tại sao tôi đặc biệt lo lắng trước việc đánh chặn vũ khí đến từ Iran. Nhưng chúng ta biết rằng nó không chỉ là vũ khí; đó là tiền; Theo một số báo cáo, nó còn là đào tạo tại các trại Iran.— General David Petraeus, Commander of US-NATO forces in Afghanistan, ngày 16 tháng 3 năm 2011

Có một số nguồn tin cũng nêu rõ mối quan hệ giữa Taliban và Iran trong những năm 2010. Điều này bao gồm sự thay đổi lãnh đạo trong chính Taliban, với Akhtar Mansoor đặc biệt tìm cách cải thiện mối quan hệ với Iran. Các phương tiện truyền thông ủng hộ Iran cũng đưa tin rằng Taliban đã đưa các chiến binh Shia Hazara vào hàng ngũ của mình. Taliban đã lên án các cuộc tấn công có liên hệ của ISIS nhằm vào người thiểu số Hazara Shia. Vào tháng 8 năm 2019, The Washington Post đưa tin rằng "mối quan hệ của Iran với Taliban hiện mở rộng trên các lĩnh vực kinh tế, an ninh và chính trị và có khả năng sẽ phát triển khi Taliban tự khẳng định mình một lần nữa".
Vào tháng 8 năm 2020, các quan chức tình báo Hoa Kỳ đánh giá rằng Iran đã cung cấp tiền thưởng cho mạng lưới Haqqani có liên hệ với Taliban để giết các quân nhân nước ngoài, bao gồm cả người Mỹ, ở Afghanistan vào năm 2019. Tình báo Mỹ xác định rằng Iran đã trả tiền thưởng cho quân nổi dậy Taliban cho cuộc tấn công vào sân bay Bagram năm 2019. Theo CNN, chính quyền Donald Trump "chưa bao giờ đề cập đến mối liên hệ của Iran với vụ đánh bom, một sơ suất hiện tại và các cựu quan chức cho biết có liên quan đến ưu tiên rộng rãi hơn của thỏa thuận hòa bình và việc rút khỏi Afghanistan."
Vào tháng 1 năm 2020, Taliban lên án việc Mỹ giết chỉ huy Lực lượng Quds Iran Qasem Soleimani và ca ngợi Soleimani là một "chiến binh vĩ đại".

#### Nga
Nhiều chính trị gia, trong đó có Rex Tillerson và chính phủ Afghanistan, đã cáo buộc Nga trang bị vũ khí cho Taliban. Không có bằng chứng công khai nào để chứng minh những cáo buộc như vậy và một số chuyên gia độc lập nghi ngờ rằng Nga đã hỗ trợ Taliban về mặt vật chất theo một cách nào đó. Theo BBC, Nga "quan ngại sâu sắc về sự trỗi dậy của chủ nghĩa chính thống Hồi giáo trong khu vực đang lan rộng theo hướng của nó. Và nó coi Taliban là một bức tường thành tiềm năng chống lại điều này. "
Vào tháng 2 và một lần nữa vào tháng 5 năm 2019, một phái đoàn gồm các quan chức Taliban và các chính trị gia cấp cao của Afghanistan đã gặp nhau tại Moscow để tổ chức một vòng đàm phán hòa bình Afghanistan mới. Reuters đưa tin "các quan chức Nga cũng như các nhà lãnh đạo tôn giáo và người lớn tuổi đã yêu cầu ngừng bắn."
Vào tháng 6 năm 2020, các quan chức tình báo Mỹ đã đánh giá với mức tin tưởng trung bình rằng cơ quan tình báo quân sự GRU của Nga đã cấp tiền thưởng cho các tay súng Taliban để tiêu diệt liên quân ở Afghanistan. Các nhà lãnh đạo cao nhất của Lầu Năm Góc nói rằng chương trình tiền thưởng của Nga vẫn chưa được chứng thực.

#### Pakistan
Maulana Fazal-ur-Rehman, lãnh đạo đảng chính trị Hồi giáo Pakistan (Deobandi ) Jamiat Ulema-e Islam (F) (JUI), là đồng minh của Benazir Bhutto, thủ tướng Pakistan năm 1993–1996, và sau đó có quyền liên hệ với Chính phủ Pakistan, quân đội và ISI, những người mà ông đã tác động để giúp Taliban. Cơ quan Tình báo Liên ngành Pakistan (ISI) từ năm 1994 đã hỗ trợ rất nhiều cho Taliban, trong khi nhóm này đã chinh phục phần lớn lãnh thổ Afghanistan trong giai đoạn 1994–98.
Tổ chức Theo dõi Nhân quyền viết, "Máy bay Pakistan hỗ trợ luân chuyển quân của lực lượng Taliban trong các hoạt động tác chiến vào cuối năm 2000 và... các thành viên cấp cao của cơ quan tình báo và quân đội Pakistan đã tham gia vào việc lập kế hoạch hoạt động quân sự." Pakistan cung cấp thiết bị quân sự, hỗ trợ tuyển dụng, huấn luyện và cố vấn chiến thuật. Pakistan chính thức phủ nhận việc hỗ trợ quân sự cho Taliban.
Tác giả Ahmed Rashid tuyên bố rằng Taliban đã có "quyền tiếp cận chưa từng có" giữa các hành lang và nhóm lợi ích của Pakistan. Ông cũng viết rằng đôi khi họ có thể "tạo cơ hội cho việc vận động hành lang này chống lại vận động hành lang khác và mở rộng ảnh hưởng của họ ở Pakistan hơn nữa". Đến năm 1998–99, các nhóm theo kiểu Taliban ở vành đai Pashtun của Pakistan và ở một mức độ nào đó ở Kashmir do Pakistan quản lý, "đã cấm truyền hình và video... và buộc mọi người, đặc biệt là phụ nữ, phải thích ứng với quy định về cách ăn mặc và cách sống của Taliban."
Sau các cuộc tấn công ngày 11 tháng 9 năm 2001, và hoạt động quân sự của Hoa Kỳ ở Afghanistan, lãnh đạo Taliban Afghanistan được cho là đã trốn sang Pakistan, nơi họ tập hợp lại và tạo ra một số shuras để phối hợp nổi dậy ở Afghanistan.
Các quan chức Afghanistan ám chỉ ISI của Pakistan tham gia vào một cuộc tấn công của Taliban vào tháng 7 năm 2008 vào đại sứ quán Ấn Độ. Nhiều quan chức Mỹ đã cáo buộc ISI hỗ trợ các nhóm khủng bố bao gồm Taliban Afghanistan. Bộ trưởng Quốc phòng Mỹ Robert Gates và những người khác gợi ý rằng ISI duy trì liên kết với các nhóm như Taliban Afghanistan như một "hàng rào chiến lược" để giúp Islamabad giành được ảnh hưởng ở Kabul một khi quân đội Mỹ rời khỏi khu vực. Năm 2011, Chủ tịch Hội đồng Tham mưu trưởng Hoa Kỳ, Đô đốc Mike Mullen, đã gọi mạng lưới Haqqani (phần tử hủy diệt nhiều nhất của Taliban Afghanistan) là "cánh tay thực sự của ISI ở Pakistan".
Từ năm 2010, một báo cáo của một tổ chức hàng đầu của Anh cũng tuyên bố rằng cơ quan tình báo Pakistan ngày nay vẫn có mối liên hệ chặt chẽ với Taliban ở Afghanistan. Báo cáo do Trường Kinh tế London công bố cho biết Cơ quan Tình báo Liên ngành (ISI) của Pakistan có "chính sách chính thức" hỗ trợ Taliban. Báo cáo cho biết ISI cung cấp kinh phí và đào tạo cho Taliban, và cơ quan này có đại diện trong cái gọi là Quetta Shura, hội đồng lãnh đạo của Taliban. Người ta cho rằng Quetta Shura bị lưu đày ở Quetta. Báo cáo, dựa trên các cuộc phỏng vấn với các chỉ huy Taliban ở Afghanistan, được Matt Waldman, một sinh viên tại Đại học Harvard viết.
Báo cáo cho biết: "Pakistan dường như đang chơi một trò chơi hai mang đáng kinh ngạc. Báo cáo cũng liên kết các thành viên cấp cao của chính phủ Pakistan với Taliban. Nó cho biết Asif Ali Zardari, tổng thống Pakistan, đã gặp các tù nhân cao cấp của Taliban vào năm 2010 và hứa sẽ trả tự do cho họ. Zardari được cho là đã nói với những người bị bắt rằng họ chỉ bị bắt vì áp lực của Mỹ. Waldman nói: "Sự trùng lặp rõ ràng của chính phủ Pakistan - và nhận thức về điều đó trong cộng đồng và cơ sở chính trị Mỹ - có thể có những tác động địa chính trị to lớn," Waldman nói. "Nếu không có sự thay đổi trong hành vi của người Pakistan, sẽ rất khó, nếu không muốn nói là không thể cho các lực lượng quốc tế và chính phủ Afghanistan đạt được tiến bộ chống lại lực lượng nổi dậy." Các quan chức Afghanistan từ lâu đã nghi ngờ về vai trò của ISI. Amrullah Saleh, cựu giám đốc cơ quan tình báo Afghanistan, nói với Reuters rằng ISI là "một phần của khung cảnh tàn phá ở đất nước này".
Pakistan, ít nhất là cho đến năm 2011, luôn phủ nhận mạnh mẽ mọi liên hệ với Taliban.
Vào ngày 15 tháng 6 năm 2014, quân đội Pakistan phát động chiến dịch 'Zarb-e-Azb' ở Bắc Waziristan để loại bỏ và diệt trừ Taliban khỏi Pakistan. Trong chiến dịch này, 327 kẻ khủng bố hạng nặng đã bị tiêu diệt trong khi 45 nơi ẩn náu và 2 xưởng chế tạo bom của những kẻ khủng bố đã bị phá hủy ở Cơ quan Bắc Waziristan khi chiến dịch tiếp tục.

#### Qatar
Qatar vào năm 2013, với sự chấp thuận của Mỹ và chính phủ Afghanistan, đã cho phép Taliban Afghanistan thành lập một văn phòng ngoại giao và chính trị tại nước này. Điều này được thực hiện nhằm tạo điều kiện thuận lợi cho các cuộc đàm phán hòa bình và với sự hỗ trợ của các quốc gia khác.
Ahmed Rashid, viết trên Financial Times, tuyên bố rằng thông qua văn phòng này, Qatar đã tạo điều kiện cho các cuộc gặp giữa Taliban với nhiều quốc gia và tổ chức, bao gồm bộ ngoại giao Hoa Kỳ, Liên Hợp Quốc, Nhật Bản, một số chính phủ châu Âu và các tổ chức phi chính phủ, tất cả đều đã và đang cố gắng thúc đẩy ý tưởng về các cuộc đàm phán hòa bình.
Vào tháng 7 năm 2017, Ả Rập Xê-út, vào thời điểm đang có xung đột nghiêm trọng với Qatar, dù không có bằng chứng xác thực đã cáo buộc Qatar hỗ trợ khủng bố bao gồm "những kẻ khủng bố có vũ trang" Taliban.
Vào tháng 9/2017, Tổng thống của cả Hoa Kỳ và Afghanistan đều yêu cầu Qatar đóng cửa văn phòng của Taliban. Nhưng vào tháng 2 năm 2020, Qatar đã tạo điều kiện cho một thỏa thuận hòa bình giữa Hoa Kỳ và Taliban. Theo thỏa thuận, Taliban sẽ cắt đứt mọi mối liên hệ với Al-Qaeda và bắt đầu đàm phán hòa bình với Chính phủ Afghanistan. Đổi lại, Hoa Kỳ sẽ bắt đầu rút quân, với thời gian sẽ rút hết quân là trong vòng 14 tháng.

#### Trung Quốc
Theo Malek Setiz, cố vấn quan hệ quốc tế của Bộ Ngoại giao Afghanistan, trong khi Trung Quốc đang hỗ trợ chính phủ mới ở Kabul cả về tài chính và chính trị, nước này được cho là có quan hệ không chính thức với Chính phủ Taliban. Bộ Ngoại giao Bắc Kinh không phủ nhận những tương tác như vậy.

#### Vương quốc Anh
Sau vụ tấn công 11/9, Vương quốc Anh đã đóng băng tài sản của Taliban ở Anh, giá trị gần 200 triệu USD vào đầu tháng 10 năm 2001. Vương quốc Anh cũng ủng hộ quyết định của Mỹ để loại trừ Taliban, cả về chính trị và quân sự.
LHQ nhất trí rằng NATO sẽ thay mặt tổ chức này tập trung vào các hoạt động chống khủng bố ở Afghanistan sau khi Taliban bị "đánh bại". Vương quốc Anh nhận trách nhiệm hoạt động quân sự ở tỉnh Helmand, một tỉnh trồng cây thuốc phiện lớn ở miền nam Afghanistan, triển khai quân đội ở đó vào giữa năm 2006, và vấp phải sự kháng cự của lực lượng Taliban được cho là đã xâm nhập vào Afghanistan từ Pakistan. Taliban đã hướng tới việc sử dụng các thiết bị nổ tự chế.
Trong năm 2008, chính phủ Anh công bố kế hoạch trả tiền cho các chiến binh Taliban để đổi phe hoặc hạ vũ khí; năm tiếp theo, họ đưa ra tín hiệu ủng hộ việc mở các cuộc đàm phán với Taliban.

### Liên Hợp Quốc và các tổ chức phi chính phủ
Mặc dù được Liên Hợp Quốc (LHQ) và các tổ chức phi chính phủ (NGO) viện trợ (xem § Afghanistan trong thời kỳ Taliban cai trị), thái độ của Taliban trong giai đoạn 1996–2001 đối với LHQ và các tổ chức phi chính phủ thường bị nghi ngờ. LHQ không công nhận Taliban là chính phủ hợp pháp của Afghanistan, hầu hết các nhà tài trợ và nhân viên cứu trợ nước ngoài không phải là người Hồi giáo, và Taliban đã phản đối cơ bản về hình thức 'giúp đỡ' mà LHQ đưa ra. Như Bộ trưởng Tư pháp của Taliban Maulvi Jalil-ullah Maulvizada đã nói vào năm 1997:
Hãy để chúng tôi nêu rõ LHQ muốn loại hình giáo dục nào. Đây là một chính sách không chung thủy lớn mang lại quyền tự do bẩn thỉu cho phụ nữ, điều này sẽ dẫn đến ngoại tình và báo trước sự hủy diệt của Hồi giáo. Ở bất kỳ quốc gia Hồi giáo nào mà việc ngoại tình trở nên phổ biến, quốc gia đó sẽ bị phá hủy và rơi vào sự thống trị của những kẻ ngoại đạo vì đàn ông của họ trở nên giống phụ nữ và phụ nữ không thể tự vệ. Bất cứ ai nói chuyện với chúng tôi nên làm như vậy trong khuôn khổ của Hồi giáo. Kinh Koran không thể tự điều chỉnh theo yêu cầu của người khác, mọi người nên tự điều chỉnh theo yêu cầu của Kinh Koran.

Vào tháng 7 năm 1998, Taliban đã đóng cửa "tất cả các văn phòng của tổ chức phi chính phủ" bằng vũ lực sau khi các tổ chức này từ chối chuyển đến một trường Cao đẳng Bách khoa cũ đã bị đánh bom theo lệnh. Một tháng sau, các văn phòng của LHQ cũng đóng cửa.
Vào khoảng năm 2000, Liên Hợp Quốc đã đưa ra các biện pháp trừng phạt đối với các quan chức và thủ lĩnh của Taliban, vì chúng chứa chấp trùm khủng bố Osama bin Laden. Một số thủ lĩnh Taliban sau đó đã bị giết.
Năm 2009, Ngoại trưởng Anh Ed Miliband và Ngoại trưởng Mỹ Hillary Clinton đã kêu gọi đàm phán với 'các chiến binh Taliban thông thường' trong khi bỏ qua các lãnh đạo hàng đầu của họ, những người được cho là 'cam kết với cuộc thánh chiến toàn cầu'. Kai Eide, quan chức hàng đầu của Liên Hợp Quốc tại Afghanistan, đã kêu gọi đàm phán với Taliban ở cấp cao nhất, đề nghị Mullah Omar — mặc dù Omar gần đây đã bác bỏ những đàm phán như vậy chừng nào còn có quân đội nước ngoài ở Afghanistan.
Năm 2010, Liên Hợp Quốc đã dỡ bỏ các lệnh trừng phạt đối với Taliban, đồng thời yêu cầu loại bỏ các thủ lĩnh Taliban và những người khác khỏi danh sách theo dõi khủng bố. Năm 2010, Mỹ và châu Âu tuyên bố ủng hộ nỗ lực mới nhất của Tổng thống Karzai nhằm đàm phán hòa bình với Taliban.

## Lực lượng quân sự

### Al-Qaeda

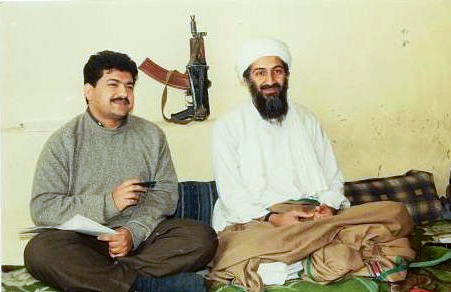
Nhà báo Pakistan Hamid Mir phỏng vấn thủ lĩnh al-Qaeda Osama bin Laden tại Afghanistan, tháng 11/2001.

Năm 1996, bin Laden từ Sudan chuyển đến Afghanistan. Bin Laden tự đến mà không có lời mời, và đôi khi chọc tức Mullah Omar với việc tuyên chiến và fatwa chống lại công dân của các nước bên thứ ba, nhưng quan hệ giữa hai nhóm được cải thiện theo thời gian, đến mức Mullah Omar từ chối người bảo trợ của nhóm mình là Saudi Arabia, xúc phạm Bộ trưởng Saudi Hoàng tử Turki trong khi từ chối lời hứa trước đó là giao nộp bin Laden cho Ả Rập Saudi.
Bin Laden đã tạo ra một liên minh giữa Taliban và al-Qaeda. Lữ đoàn 055 của al-Qaeda huấn luyện tích hợp với quân đội Taliban từ năm 1997 đến 2001. Vài trăm chiến binh Ả Rập và Afghanistan do bin Laden cử đến đã hỗ trợ Taliban trong cuộc tàn sát Mazar-e-Sharif vào năm 1998. Từ năm 1996 đến 2001, tổ chức của Osama Bin Laden và Ayman al-Zawahiri đã trở thành một tổ chức ảo trong lòng Taliban. Tờ The Telegraph của Anh vào tháng 9 năm 2001 cho biết 2.500 người Ả Rập dưới sự chỉ huy của Bin Laden đã chiến đấu cho Taliban.
Mối liên hệ giữa Taliban-al-Qaeda cũng được củng cố nhờ cuộc hôn nhân được cho là của một trong những con trai của bin Laden với con gái của Omar. Khi ở Afghanistan, bin Laden có thể đã hỗ trợ tài chính cho Taliban.
Sau 1998 vụ đánh bom đại sứ quán Mỹ ở châu Phi, bin Laden và một số thành viên al-Qaeda bị buộc tội tại tòa án hình sự của Mỹ. Taliban từ chối yêu cầu dẫn độ của Hoa Kỳ, tuyên bố các lần khác nhau rằng bin Laden đã "mất tích", hoặc Washington "không thể cung cấp bất kỳ bằng chứng hoặc bất kỳ bằng chứng nào" rằng bin Laden có liên quan đến các hoạt động khủng bố và "mà không có bất kỳ bằng chứng nào, bin Laden là một người không có tội lỗi... ông ta là một người tự do. "

Tình hình quân sự hiện nay.
Dưới sự kiểm soát của Chính phủ Afghanistan, NATO và Đồng minh
Dưới sự kiểm soát của Taliban, Al-Qaeda, và đồng minh

Bằng chứng chống lại bin Laden bao gồm lời khai tại phòng xử án và hồ sơ điện thoại vệ tinh. Đến lượt mình, Bin Laden ca ngợi Taliban là "chính phủ Hồi giáo duy nhất" còn tồn tại, và ca ngợi Mullah Omar vì đã tiêu diệt các biểu tượng như tượng Phật tại Bamyan.
Theo bin Laden, Taliban không liên quan đến các cuộc tấn công ngày 11 tháng 9, tuyên bố trong một đoạn băng được gửi đến al-Jazeera: "Tôi là người chịu trách nhiệm... Người dân và chính phủ Afghanistan không biết gì về những sự kiện này ".
Cuối năm 2008, Taliban đã đàm phán để cắt đứt mọi quan hệ với al-Qaeda.
Vào năm 2011, Alex Strick van Linschoten và Felix Kuehn tại Trung tâm Hợp tác Quốc tế của Đại học New York tuyên bố rằng hai nhóm đã không còn hòa hợp trước khi xảy ra vụ tấn công ngày 11 tháng 9, và hai nhóm đã tiếp tục có căng thẳng kể từ đó do sự khác biệt của họ.
Vào tháng 7 năm 2012, một chỉ huy cấp cao ẩn danh của Taliban tuyên bố rằng "Người của chúng tôi coi al-Qaeda là một bệnh dịch do trời giáng xuống chúng tôi. Một số người thậm chí còn kết luận rằng al-Qaeda thực sự là gián điệp của Mỹ. Ban đầu, Taliban rất ngây thơ và không hiểu biết về chính trị và đã chào đón al-Qaeda vào nhà của họ. Nhưng al-Qaeda đã lạm dụng lòng hiếu khách của chúng tôi ". Ông tiếp tục tuyên bố rằng khoảng 70% người của Taliban giận dữ với al-Qaeda, tiết lộ mối quan hệ lạnh lẽo giữa hai nhóm.

### Malakand Taliban
Malakand Taliban là một nhóm chiến binh được Sufi Muhammad và con rể Molvi Fazalullah chỉ huy. Sufi Muhammad đang bị chính phủ Pakistan giam giữ; Molvi Fazalullah được cho là đang ở Afghanistan. Vào tuần cuối cùng của tháng 5 năm 2011, tám nhân viên an ninh và dân thường đã trở thành nạn nhân của bốn trăm quân Taliban có vũ trang đã tấn công trạm kiểm soát Shaltalo ở Dir, một quận biên giới của Khyber Pakhtunkhwa, nằm cách biên giới Afghanistan vài km. Mặc dù họ có liên hệ với Tehreek-e-Taliban Pakistan (TTP) có trụ sở tại Waziristan, mối liên hệ giữa hai nhóm này chỉ mang tính chất biểu tượng.

### Tehrik-i-Taliban Pakistan (Taliban Pakistan)
Trước khi thành lập Tehrik-i-Taliban (Pakistan), một số thủ lĩnh và chiến binh của họ là một phần của 8.000 chiến binh Pakistan chiến đấu trong Chiến tranh ở Afghanistan (1996–2001) và Chiến tranh ở Afghanistan (2001 – nay) chống lại Mặt trận Hồi giáo thống nhất và các lực lượng NATO. Hầu hết trong số họ đến từ phía Pakistan của các khu vực biên giới Af-Pak. Sau sự sụp đổ của Taliban Afghanistan vào cuối năm 2001, hầu hết các chiến binh Pakistan bao gồm cả các thành viên của TTP ngày nay đã trốn về quê nhà Pakistan.
Sau khi thành lập Tehrik-i-Taliban Pakistan vào năm 2007, do Baitullah Mehsud đứng đầu, các thành viên của nó đã chính thức xác định các mục tiêu để thiết lập quyền cai trị của họ đối với các Khu vực Bộ lạc do Liên bang Pakistan quản lý. Họ giao chiến với quân đội Pakistan trong các hoạt động chiến đấu hạng nặng. Một số nhà phân tích tình báo tin rằng các cuộc tấn công của TTP vào chính phủ, cảnh sát và quân đội Pakistan đã làm căng thẳng quan hệ của TTP với Taliban Afghanistan.
Taliban Afghanistan và Tehrik-i-Taliban Pakistan khác nhau rất nhiều về lịch sử, sự lãnh đạo và mục tiêu của họ mặc dù họ có chung cách hiểu về Hồi giáo và cả hai đều chủ yếu là người Pashtun. Taliban Afghanistan không có liên kết với Tehrik-i-Taliban Pakistan và thường xuyên phủ nhận bất kỳ mối liên hệ nào với TTP. New York Times dẫn lời một phát ngôn viên của Taliban Afghanistan nói rằng:
Chúng tôi không muốn dính líu đến họ, khi chúng tôi đã từ chối mọi liên kết với các chiến binh Taliban ở Pakistan... Chúng tôi có thiện cảm với họ với tư cách là những người Hồi giáo, nhưng bên cạnh đó, giữa chúng tôi không còn gì khác..

Người ta cho rằng Taliban Afghanistan trong quá khứ dựa vào sự hỗ trợ của quân đội Pakistan và ngày nay vẫn được họ hỗ trợ trong chiến dịch kiểm soát Afghanistan. Quân đội Pakistan chính quy đã chiến đấu cùng với Taliban Afghanistan trong Chiến tranh ở Afghanistan (1996–2001). Các thủ lĩnh chính của Taliban Afghanistan bao gồm Mullah Omar, Jalaluddin Haqqani và Siraj Haqqani được cho là thích hoặc đã tận hưởng nơi trú ẩn an toàn ở Pakistan. Năm 2006, Jalaluddin Haqqani bị một quan chức cấp cao của Cơ quan Tình báo Liên Dịch vụ gọi là 'tài sản của Pakistan'. Pakistan phủ nhận mọi liên kết với Haqqani hoặc các nhóm khủng bố khác. Bản thân Haqqani cũng đã phủ nhận mọi mối liên hệ với Pakistan.
Vào cuối năm 2008 và đầu năm 2009, thủ lĩnh Taliban Afghanistan Mullah Omar đã yêu cầu Tehrik-i-Taliban Pakistan ngừng các cuộc tấn công bên trong Pakistan, thay đổi trọng tâm của họ như một tổ chức và thay vào đó là chiến đấu với Quân đội Quốc gia Afghanistan và lực lượng ISAF ở Afghanistan. Vào cuối tháng 12 năm 2008 và đầu tháng 1 năm 2009, ông đã cử một phái đoàn, do cựu tù nhân Vịnh Guantanamo Mullah Abdullah Zakir dẫn đầu, để thuyết phục các thành viên hàng đầu của TTP bỏ qua những khác biệt với Pakistan.
Một số chuyên gia khu vực nói rằng cái tên thông thường "Taliban" có thể gây hiểu lầm hơn là làm sáng tỏ. Gilles Dorronsoro, một học giả về Nam Á hiện tại Carnegie Endowment for International Peace ở Washington cho biết:
Thực tế là họ có cùng một tên gây ra hàng loạt nhầm lẫn.

Khi Quân đội Pakistan bắt đầu tấn công Taliban Pakistan, nhiều người không quen thuộc trong khu vực đã nghĩ sai rằng cuộc tấn công nhằm vào Taliban Afghanistan của Mullah Omar, mà thực tế là không phải như vậy.
Taliban Pakistan đã bị Hội đồng Bảo an Liên Hợp Quốc trừng phạt vì các vụ tấn công khủng bố ở Pakistan và vụ đánh bom xe ở Quảng trường Thời đại năm 2010.